# Accident nucléaire de Fukushima
L'accident nucléaire de Fukushima, aussi appelé catastrophe nucléaire de Fukushima, est un accident industriel majeur survenu au Japon à la suite du tsunami du 11 mars 2011. Le séisme initiateur, d'une magnitude 9, soulève une vague qui atteint 30 mètres de haut sur certaines parties de la côte orientale japonaise et qui se répand jusqu'à dix kilomètres à l'intérieur des terres, faisant plus de 18 000 morts par noyade. La vague atteint une hauteur de 15 mètres au niveau de la centrale nucléaire de Fukushima Daiichi, située sur le littoral, et met hors service les systèmes assurant le refroidissement des réacteurs et des piscines de stockage du combustible irradié, ce qui entraîne la fusion des cœurs des réacteurs 1, 2 et 3 ainsi que la surchauffe de la piscine de désactivation du réacteur 4.
Il s'agit de la deuxième catastrophe de centrale nucléaire de l'histoire classée au niveau 7, le plus élevé sur l'échelle internationale des événements nucléaires (INES), au même degré de gravité que la catastrophe de Tchernobyl (1986), en particulier par le volume important des rejets radioactifs dans l'océan Pacifique,. L'accident nucléaire de Fukushima est ce qu’on appelle au Japon un Genpatsu-shinsai, un accident combinant les effets d'un accident nucléaire et d'un séisme. 
Parmi le personnel intervenu après l'accident, seules six personnes ont reçu des doses radioactives supérieures à 250 mSv,. À titre de comparaison, le personnel a été exposé en moyenne à des doses de 13 mSv. Parmi les travailleurs du nucléaire, seulement 0,8 % du personnel a été exposé à des doses supérieures à 100 mSv. D'autre part, aucune constatation scientifique d'un potentiel développement de cancer n'a eu lieu en dix ans. Les tribunaux chargés de la protection du travail ont cependant retenu cinq cas de cancer (dont un décès pour cancer du poumon) comme étant liés aux radiations.
Parmi la population locale vivant dans un rayon de 200 km, aucun décès provoqué par les rejets radioactifs issus de l'accident n'a été détecté, mais plus de 2 200 décès sont imputables à la dégradation des conditions de santé à la suite de l'évacuation des populations.
La catastrophe a eu des répercussions sur l'industrie nucléaire mondiale, ainsi que des conséquences majeures au Japon, pour la centrale, les populations locales, l’approvisionnement électrique, ainsi que l’industrie nucléaire du pays.
Hors service depuis l'accident, la centrale nucléaire de Fukushima Daiichi devra être démantelée sur une durée initialement évaluée à quarante ans. Les réacteurs sont refroidis par 200 m3 d'eau par jour. Le volume de cette eau stockée sur place atteint 1,34 million de mètres cubes en août 2023 ; elle est progressivement rejetée en mer, une fois filtrée et diluée, à partir du 24 août 2023.
Les opérations de démantèlement de la centrale commencent par le retrait des éléments combustibles des piscines de désactivation des tranches 4 (en décembre 2014) et 3 (en mars 2021), le retrait du combustible des deux dernières piscines (tranches 1 et 2) est prévu vers 2023, ensuite doit intervenir le retrait du combustible fondu, puis le démantèlement complet des installations dans les années 2050/2060.

## Description de l'accident

### Séisme de magnitude 9 et tsunami
Le vendredi 11 mars 2011 à 5 h 46 min 23 s UTC, soit 14 h 46 min 23 s heure locale, a lieu le plus important séisme mesuré au Japon. Son épicentre se situe à 130 km à l'est de Sendai, chef-lieu de la préfecture de Miyagi, dans la région de Tōhoku, situé à environ 300 km au nord-est de Tokyo.
Le séisme entraîne l'arrêt automatique des réacteurs en service, la perte accidentelle de l'alimentation électrique et la mise en service des groupes électrogènes de secours. L'observation d'émissions de xénon, avant même la première dépressurisation volontaire du premier réacteur, indique des dommages structurels probables dans la partie nucléaire des installations immédiatement après le séisme,.
Cinquante-et-une minutes plus tard, un tsunami provoqué par le tremblement de terre aborde la côte orientale. La vague atteint une hauteur estimée à plus de 30 m par endroits, (15 m au niveau de la centrale qui était « insuffisamment protégée par une digue de 6 mètres de hauteur »,) et pénètre jusqu'à 10 km à l'intérieur des terres, ravageant près de 600 km de côtes et détruisant partiellement ou totalement de nombreuses villes et zones portuaires. 
À la suite du tsunami provoqué par le séisme, des groupes électrogènes de secours sont tombés en panne. Des débris ont pu obstruer des prises d'eau. Ces défaillances, couplées à plusieurs erreurs humaines, aussi bien de conception de la centrale que de conduite de l'accident, ont causé l'arrêt des systèmes de refroidissement de secours des réacteurs nucléaires ainsi que ceux des piscines de désactivation des combustibles irradiés. Le défaut de refroidissement des réacteurs a induit la fusion totale du cœur d'au moins deux réacteurs nucléaires, puis d'importants rejets radioactifs.

### Nature et état des centrales nucléaires lors du séisme

Schéma de principe du refroidissement d’un réacteur à eau bouillante.

Quatre centrales nucléaires se situent sur la côte nord orientale et se sont arrêtées automatiquement à la suite des premières secousses : les centrales de Fukushima Daiichi, de Fukushima Daini, d’Onagawa et de Tōkai.
Ces centrales sont équipées de réacteurs nucléaires de type réacteur à eau bouillante (REB). Le fluide qui traverse le cœur est de l'eau déminéralisée qui, portée à ébullition au contact des barres de combustible, se transforme en vapeur et actionne des turbo-alternateurs pour produire de l'électricité.
La centrale nucléaire de Fukushima Daiichi, lieu de l'accident, est exploitée par l'opérateur Tepco et est située à 145 km de l’épicentre du séisme. Elle comporte six réacteurs : le réacteur 1 a une puissance électrique brute de 460 MWe, les réacteurs 2 à 5 une puissance de 784 MWe et le réacteur 6 une puissance de 1 100 MWe. Trois des six réacteurs étaient en service lors du séisme (les réacteurs 1, 2 et 3) et fonctionnaient à pleine puissance. Les réacteurs 4, 5 et 6 étaient à l’arrêt pour maintenance.
La centrale nucléaire de Fukushima Daini est située à 145 km de l’épicentre. Elle est également exploitée par l'opérateur Tepco et comporte quatre réacteurs d’une puissance électrique brute de 1 100 MWe.
La centrale nucléaire d'Onagawa, la plus proche de l’épicentre, n'en est éloignée que de 80 km. Elle est exploitée par l'opérateur Tōhoku et comporte trois réacteurs (un de 498 MWe et deux de 796 MWe).
La centrale nucléaire de Tōkai est située à 255 km de l’épicentre. Exploitée par la Compagnie japonaise de l'énergie atomique (JAPC), elle comporte un réacteur de 1 100 MWe.

### Accident nucléaire de Fukushima Daiichi

#### Scénario d’accident en synthèse

Schéma de l'accident nucléaire de la centrale de Fukushima Daiichi.

Le scénario d’accident communément admis par la communauté scientifique est celui dans un premier temps de la perte des alimentations électriques externes de la centrale à la suite du séisme, suivie dans un second temps de la perte de la source froide et des alimentations électriques internes de secours à la suite du tsunami.
Sans possibilité de refroidissement, le cœur des réacteurs 1, 2 et 3 et les assemblages de combustible usé entreposés dans les piscines de ces réacteurs ainsi que dans celle du réacteur 4 subissent une augmentation importante de température jusqu’à dépasser des valeurs critiques au-delà desquelles la gaine enveloppant les pastilles de combustible se désagrège, puis le combustible lui-même fond.
Les dépressurisations entreprises volontairement par l’exploitant pour limiter la pression dans l’installation conduisent aux premiers rejets de produits radioactifs dans l’environnement. Des incendies suivis d’explosions vont contribuer à ruiner définitivement les installations et relâcher des quantités massives d’effluents radioactifs gazeux qui seront suivies par d’importantes masses d’effluents radioactifs liquides à la suite des lâchers d’eau entrepris par l’exploitant pour tenter de refroidir l’installation.

#### Effets du séisme
La détection des premières secousses provoque l'arrêt automatique des réacteurs 1, 2 et 3 (soit 30 secondes avant les secousses principales qui ont duré près d’une minute) « par insertion des grappes de commande dans les cœurs, étouffant la réaction de fission par absorption des neutrons ». Le tremblement de terre entraîne en outre la destruction des six lignes d’alimentations électriques externes des réacteurs et le démarrage des douze groupes électrogènes de secours à moteur diesel pour faire fonctionner des pompes de refroidissement,.
Selon l'exploitant TEPCO, les accélérations maximales du sol (PGA) enregistrées au niveau des fondations des réacteurs des centrales de Fukushima Daiichi et Daini ont été comprises entre 0,2 et 0,5 g et sont globalement inférieures aux hypothèses de dimensionnement de la structure, sauf pour le réacteur no 3 de Fukushima Daiichi pour lequel un dépassement de 15 % a pu être constaté sur les composantes horizontales. L'Institut de radioprotection et de sûreté nucléaire (IRSN), qui relaie ces informations dans une note du 22 avril 2011 précise que ces informations ne permettent toutefois pas d’évaluer les conséquences du séisme sur les installations, car il conviendrait de comparer le spectre de réponse au spectre de dimensionnement sur l'ensemble des gammes de fréquence et pas uniquement sur les hautes fréquences que constitue le PGA.
Selon une étude, menée conjointement par plusieurs instituts de recherche en Norvège (NILU – Norwegian Institute for Air Research), Autriche (Institute of Meteorology, University of Natural Resources et Life Sciences and Central Institute for Meteorology and Geodynamics), Espagne (Institute of Energy Technologies - INTE, Technical University of Catalonia - UPC et Department of Physics and Nucelar Engineering - FEN, Technical University of Catalonia - UPC) et États-Unis (Universities Space Research Association, Goddard Earth Sciences and Technology and Research, Columbia), la détection de xénon 133 vers 15 heures (ou 6 heures UTC) donc avant la première dépressurisation volontaire des réacteurs, prouverait la dégradation et la perte de confinement de la partie nucléaire de l'installation ayant conduit à un rejet de radionucléides immédiatement après le séisme. L'Agence japonaise de sûreté nucléaire a d'abord évacué cette hypothèse, néanmoins reprise par la commission d'enquête indépendante gouvernementale qui l'appuie, et recommande la réalisation d'une enquête complémentaire sur ce problème particulier auquel elle consacre le second point de sa conclusion.
Au total, les estimations de cette étude indiquent que lors de l'accident, la centrale aurait rejeté entre 12,2 et 18,3 EBq de xénon 133, ce qui constitue la plus grande émission civile de gaz rare de l'histoire, plus du double du dégagement en gaz nobles de Tchernobyl. La piscine no 4 semble avoir été la principale origine de cette « émission record » de xénon 133, à la suite de la dégradation des éléments combustibles due au déficit en eau de refroidissement conséquence du tsunami.

#### Effets du tsunami
Cinquante-et-une minutes après la première secousse, la première vague du tsunami, d'une hauteur de 15 mètres, atteint la centrale nucléaire de Fukushima Daiichi. Elle est suivie de plusieurs autres vagues de moindre importance. L'installation, ayant été bâtie pour résister à un séisme de magnitude 8 et à un tsunami de 5,7 mètres de haut, est entièrement inondée. Le tsunami a eu pour conséquences la dégradation des prises d’eau en mer, qui a conduit à la perte de la source froide, puis à la perte des Diesel de secours des réacteurs 1 à 4. Les réacteurs 5 et 6, construits postérieurement aux quatre premiers sur une plate-forme située une dizaine de mètres plus haut, n'ont pas été atteints. À la suite de la perte des Diesel, un système d'ultime secours permettant de faire circuler l'eau contenue dans les tores situés en partie inférieure des bâtiments, au pied des cuves des réacteurs, s'est mis en marche, puis s'est arrêté par défaillance des batteries électriques. Il n'y avait dès lors plus de moyen de refroidissement disponible.

#### Descriptif d'une fusion de cœur
En cas de défaillance du système de refroidissement par eau, le niveau d'eau dans la cuve du réacteur diminue, pouvant conduire à la fusion du cœur du réacteur si le refroidissement n'est pas rapidement rétabli (i.e. si le combustible n'est pas sous une eau circulante) :
- à partir d'une température de 700 à 900 °C, les gaines des éléments combustible se déforment et commencent à se rompre, ce qui entraîne la dégradation du combustible et le début du relâchement des produits de fission dans le circuit primaire ;
- à partir d'une température de 1 200 °C, le zirconium des gaines réagit avec la vapeur d'eau surchauffée, ce qui a pour effet d'encore accroître la température et de provoquer un dégagement d'hydrogène produit par dissociation chimique ;
- de 900 à 1 800 °C, certains constituants métalliques du cœur fondent ou se vaporisent, la fusion de l'oxyde d'uranium (le combustible nucléaire) intervenant vers 2 700 °C[24],[25],[B 1] ;
- de 2 500 à 3 000 °C, il se forme un mélange extrêmement chaud, le corium, constitué de matériaux en fusion. Le corium contient notamment des oxydes d'uranium (dioxyde d'uranium essentiellement[26]), du zircaloy, de l'acier, du plutonium si le réacteur contenait du combustible MOX et divers alliages contenant de l'uranium (ex. : U-Fe et U-Ga)[27]. Le corium s’accumule dans la cuve et peut la percer par corrosion ou fusion. Lorsque la cuve est percée, le corium s’en échappe dans l'enceinte de confinement[28].

#### Fusion des cœurs
Les cœurs des réacteurs 1 à 3 ont très probablement fondu plus tôt qu'initialement annoncé, et le corium aurait percé les cuves des réacteurs pour au moins en partie s’épandre sur le socle en béton (de huit mètres d'épaisseur) du bâtiment. Il a vraisemblablement coulé ensuite dans l'anneau torique jusqu'au niveau le plus bas, et été partiellement immergé. Selon les inspecteurs de l’AIEA, les calculs indiquent que les réacteurs se seraient dégradés plus vite que ce que TEPCO avait annoncé, peu après le "dénoyage" des combustibles des réacteurs 1 et 2. Le cœur du réacteur no 1 aurait fondu trois heures après le séisme, et percé la cuve deux heures après, le cœur no 2 aurait commencé à fondre 77 heures après le séisme en perçant la cuve trois heures après et le cœur no 3 aurait fondu 40 heures après le séisme et percé sa cuve 79 heures après.

##### Rejets radioactifs: estimation du terme source
Le terme source est constitué par la fraction des produits de fission et des actinides présents juste avant l'accident au sein des crayons combustibles (inventaire total des radionucléides présents au cœur du réacteur), qui ont été relâchés lors de l'accident. Une bonne connaissance du terme source permet de mieux évaluer les conséquences de l'accident nucléaire et éventuellement d'en optimiser la gestion. Le terme source effectivement rejeté est estimé en fonction de l'historique de fonctionnement du réacteur et des rejets radioactifs mesurés dans l'environnement (atmosphère, eau, sols…). Dans le cas de Fukushima, l'injection d'eau de mer par l'exploitant a contribué au refroidissement des réacteurs, mais a compliqué l'estimation du terme source, une partie ayant été rejetée.

#### Explosions des bâtiments des réacteurs du 12 au 15 mars 2011

Évènements qui ont affecté les réacteurs de la centrale Fukushima I
entre le 12 et le 15 mars 2011.

Lorsque la pression augmente à l’intérieur de la cuve d'un réacteur à eau bouillante, un système de décompression automatique permet d'évacuer la vapeur de la cuve dans les tores situés à l’extérieur des enceintes de confinement. En fonctionnement normal, le refroidissement de ces tores permet la condensation de la vapeur et donc la baisse de pression. Mais en l’absence de moyen de refroidissement, l’eau a été portée à ébullition et la pression a continué à monter jusqu’à dépasser leur pression de dimensionnement (0,4 à 0,5 MPa).
Entre le 11 et le 15 mars, l'exploitant a alors procédé à des décompressions volontaires des tores en ouvrant des évents prévus à cet effet. Mais le mauvais fonctionnement de ces évents ou la détérioration des tores ont conduit à l'accumulation d’hydrogène dans les bâtiments réacteurs.
Le samedi 12 mars à 15 h 36, une forte explosion, avec projection de débris et émission d’un panache blanc de fumée ou de vapeur d’hydrogène se produit dans le bâtiment du réacteur no 1 de Fukushima Daiichi. Le secrétaire général du gouvernement, Yukio Edano, confirme que la partie haute du bâtiment (murs et toiture) s’est effondrée à la suite d’une explosion d’hydrogène induite par la surchauffe du réacteur à la suite de la baisse du niveau d’eau de refroidissement. Selon Edano, l’enveloppe de confinement du réacteur est toujours intacte et il n’y a pas eu de gros rejets de matières radioactives,,. L’opérateur indique lui aussi qu’il n’y a pas de dommage à la cuve du réacteur 1.
Le lundi 14 mars à 11 h 1, une seconde explosion se produit, cette fois au niveau du réacteur no 3 de Fukushima Daiichi, soufflant le toit du bâtiment. Onze personnes sont blessées. D’après l’opérateur, ni le réacteur, ni la salle de commandes n’ont été endommagés, mais plusieurs véhicules de secours sont atteints. L’Agence japonaise de sûreté nucléaire explique que ces explosions sont provoquées par de l’hydrogène rejeté volontairement pour faire baisser la pression malgré la charge du nuage engendré en radionucléides,.
Le mardi 15 mars à 6 h 10, une troisième explosion, cette fois-ci au réacteur 2 sur Fukushima I, a lieu et serait due une nouvelle fois à de l’hydrogène évacué. La possibilité d'une fusion du cœur où les tubes de combustion seraient détruits, est avancée. À 6 h 14, TEPCO annonce qu'une partie du bâtiment du réacteur no 4 est endommagée.
À partir de ce stade, des rejets massifs vont se produire dans l'atmosphère et l'environnement, et l'ensemble des acteurs vont devoir gérer la phase post-accidentelle : l'exploitant va tenter de refroidir les installations, puis de réduire les émissions tout en exposant le moins possible les travailleurs. Les autorités vont prendre des mesures pour tenter de protéger la population.

#### Surchauffe des piscines de désactivation
Parallèlement, les piscines de désactivation des réacteurs 1 à 4 dans lesquelles le combustible usé est entreposé ne sont plus refroidies, faute d'alimentation électrique. Ce combustible usé, continuant à émettre de la chaleur, a mené l'eau des piscines des tranches 3 et 4 jusqu’à ébullition, ce qui a entraîné une baisse de niveau d'eau. En cas de dénoyage des combustibles, l’élévation de température s’accélère, pouvant conduire à l’éclatement des gaines, puis à la fonte du combustible.
Un incendie survient le 15 mars et dégage de nouveaux produits radioactifs,. Selon les inspections faites ultérieurement par robot, les assemblages n'ont pas été dénoyés.

### Classement de l’accident

#### Évaluation instantanée
La gravité de cette série d'accidents ne pourra être établie qu'à long terme, mais a plusieurs fois été réévaluée, notamment par l'Agence internationale de l'énergie atomique (AIEA) à la suite de la visite d'experts fin mai 2011. 
En outre, le niveau de risque restera élevé tant que les chantiers de traitement de la crise, de démolition, inertage et décontamination ne seront pas achevés, en raison notamment du contexte de crise post-tsunami au Japon, et du risque sismique qui reste particulièrement élevé dans cette partie du monde,. Du point de vue sismique, la tendance historique est à des tremblements de terre de plus en plus nombreux et puissants pour les plus importants. 
Les experts de l'AIEA envoyés sur place ont jugé « impressionnante et très bien organisée » la gestion de crise, mais pointé des risques sismiques et de tsunami « sous-estimés » pour plusieurs centrales japonaises. Ils ont aussi estimé que les autorités ont sous-évalué la gravité de la situation initiale et que l'indépendance des autorités de sûreté doit être améliorées, et qu'« un programme, approprié et établi au moment opportun, de suivi de l'exposition du public et des travailleurs et de surveillance sanitaire serait bénéfique ».

#### Historique des évaluations

##### Première évaluation au niveau 4
Dans l’après-midi du samedi 12 mars, l’Agence japonaise de sûreté nucléaire classe l’accident au niveau 4 sur l’échelle INES de gravité, qui va de 0 à 7.

##### Hésitations entre niveaux 5 et 6
Le 14 mars, l’autorité de sûreté nucléaire française le classe au niveau 5 ou 6, et le considère comme moins grave que celui de Tchernobyl en Ukraine en 1986 (niveau 7) mais plus grave que Three Mile Island aux États-Unis en 1979 (niveau 5),,,,.
Cependant André-Claude Lacoste estime : « on ne peut pas exclure qu’on arrive au niveau de la catastrophe de Tchernobyl », soit le niveau 7, maximal, position rejointe par Agnès Buzyn, présidente de l’Institut de radioprotection et de sûreté nucléaire (IRSN).
Le 14 mars, l'Organisation mondiale de la santé (OMS) estime que le risque causé par les fuites radioactives pour la santé publique est minime. Le Secrétaire général du Cabinet annonce que « le niveau de radioactivité autour des réacteurs est dangereux pour la santé », ce qui est rapporté dans les médias comme un risque pour la santé publique à l'extérieur de la centrale nucléaire, ajoutant à l'inquiétude générale.
Le 15 mars à midi, André-Claude Lacoste, président de l'ASN affirme qu'« il est tout à fait clair que nous sommes à un niveau 6 ». Également le 15 mars, John Beddington, « conseiller scientifique en chef » du gouvernement du Royaume-Uni, souligne que, selon lui, un parallèle avec la catastrophe de Tchernobyl est inapproprié : lors de celle-ci, du matériel radioactif a été émis à haute altitude pendant une très longue durée, ce dont on est loin à Fukushima.
Ceci mène le ministre de l'Industrie français, qui avait refusé de parler de « catastrophe » dans les premiers jours suivant l'accident, à réévaluer son jugement en estimant possible une catastrophe nucléaire, mardi 15 mars sur RTL. Éric Besson défend le niveau de sûreté nucléaire et l'industrie nucléaire en France, tout en réfutant l'existence d'un lobby. Il ajoute cependant : « il n'y a singulièrement pas de risque zéro en matière nucléaire ». Interrogé le 15 mars, Eric Besson juge que l'on se dirige vers le scénario du pire.
Le 16 mars peu après midi, le porte-parole du gouvernement français, François Baroin, avance que l'impact de la situation au Japon pourrait être pire que celui de Tchernobyl. Le 16 mars, le commissaire européen à l'énergie, Günther Oettinger, déclare que la situation n'est plus sous contrôle dans la centrale nucléaire de Fukushima. « On peut dire que cette installation n'est plus maîtrisée, on ne la contrôle plus » a-t-il estimé. « C'est une véritable catastrophe et on réagit par à-coups » a-t-il ajouté, après avoir parlé la veille d'« apocalypse ».
Selon Sergueï Kirienko, président de Rosatom, pour qui la situation se détériore, les opérations menées, si elles ralentissent l'aggravation, ne suffisent pas à l'enrayer ni à renverser la tendance. Pourtant, il estime par ailleurs qu'il n'existe aucune menace véritable pour l'Extrême-Orient russe, même en cas de fusion des six réacteurs, ce qui ne correspond pas à d'autres points de vue. En effet, alors que les Russes se ruaient sur les médicaments iodés et sur les dosimètres, le directeur des services de la météo russe Roman Vilfand avait affirmé le 15 mars au quotidien Izvestia que la région de Vladivostok serait touchée en cas de changement de direction des vents, avec situation de danger en cas d'apparition de cyclones de Sud.
L'Agence de sûreté nucléaire du Japon, contrairement à celle de la France, refuse de relever son classement de 4 (depuis le samedi) à 6.
Le 17 mars, l'AIEA affirme en revanche, au vu des informations qui lui ont été transmises, que « la situation est grave, mais stable ».

##### Réévaluation au niveau 7 par le Japon
Le 18 mars, l'Agence de sûreté nucléaire du Japon transmet à l'AIEA une réévaluation du classement. L'accident survenu au réacteur 1 est classé au niveau 5. Les accidents des réacteurs 2 et 3 sont également classés de niveau 5. En revanche, l'explosion du bâtiment abritant la piscine de combustible usé du réacteur 4 est considérée comme un incident de niveau 3 par l'agence. 
Le 22 mars 2011, les rejets d'iode 131 et de césium 137 sont estimés par l'IRSN à environ 10 % des rejets de la catastrophe de Tchernobyl, ce qui sera confirmé le 12 avril par les autorités japonaises.
Le 24 mars, le président de l'ASN réaffirme que l'accident est de niveau 6 compte tenu des retombées importantes aux alentours de la centrale et des mesures de protection impliquant l'évacuation de la population.
Le 28 mars, le ministre de l'Industrie français Éric Besson qualifie la situation d'« extrêmement critique, extrêmement sérieuse », tout en se réjouissant de la demande d'aide adressée par Tepco aux groupes industriels français.
Selon une dépêche diffusée le 11 avril au soir par l’agence de presse japonaise Kyodo, l’autorité de sûreté nucléaire japonaise (NISA) a calculé que les rejets de radioactivité ont été en certains endroits de l’ordre de 10 000 térabecquerels par heure dans les jours qui ont suivi le début de l’accident nucléaire. 
Mardi 12 avril, les accidents des réacteurs 1, 2 et 3 sont globalisés et considérés comme un seul événement, finalement reclassé au niveau 7, le niveau le plus élevé de l’échelle INES,,. Cette réévaluation tient compte d'une estimation de l’activité totale rejetée dans l'atmosphère qui serait d'environ une centaine de milliers de térabecquerels.
Le 7 juin, le Japon réévalue les émissions à 770 000 terabecquerels.
Cinq mois après l'accident nucléaire, TEPCO mesure la radioactivité de la centrale avec une seule balise qui fonctionne une fois par jour pendant vingt minutes.

## Gestion des risques par l'exploitant Tepco
Le 12 octobre 2012, la compagnie d'électricité japonaise Tepco, qui exploite la centrale nucléaire de Fukushima Daiichi, a admis pour la première fois qu'elle avait minimisé le risque de tsunami, de peur qu'une fermeture soit exigée pour améliorer la sécurité.

### Organisation de crise de l'exploitant
L'exploitant intervient en cas de crise nucléaire dans un cadre législatif et réglementaire précis. En sont les deux socles principaux la loi spéciale no 156 du 17 décembre 1999 pour la préparation à une urgence nucléaire (Spécial Law of Nuclear Emergency Preparedness) et l'acte no 156 du 17 décembre 1999 (Act on Spécial Measures Concerning Nuclear Emergency Preparedness) , qui a lui-même remplacé l'acte No. 223 de 1961 (Basic Act on Disaster Control Measures). L'exploitant doit ainsi avoir préparé un plan d'urgence, en vertu de l'article 7 de l'acte. Il rend compte à l'autorité de sûreté nucléaire du Japon (NISA) de tout incident affectant la centrale. Il demande également leur approbation aux autorités pour toutes les actions non prévues dans le plan. Mais les conditions exceptionnellement difficiles de recueil de données, de communication et d'intervention ont conduit dans la phase accidentelle à une probablement mauvaise appréciation de la situation et à la prise de mesures pas toujours les plus appropriées, comme celle d'injection d'eau de mer dans les circuits, et mises en œuvre dans des délais souvent relativement longs. Ceci rend également difficile l'évaluation de la situation et la prévision des événements dans la phase post-accidentelle.

### Évacuation du site
Des témoignages donnent à penser que, dans les premiers moments de la catastrophe, l'opérateur de la centrale aurait envisagé l'évacuation de tous les travailleurs du site. Information que le président de TEPCO, M. Masataka Shimizu, dénonce, arguant d'une incompréhension. En février 2016, un rapport d'une commission d'experts chargés d'enquêter sur les événements confirme que Tokyo Electric Power (Tepco), a voulu au pire de la crise évacuer le site atomique où ses employés tentaient de maîtriser le désastre, mais s'est vu ordonner à l'époque par le premier ministre Naoto Kan de continuer le travail en maintenant ses travailleurs sur place pour éviter un désastre.

### Les cinquante de Fukushima
Après le séisme et le tsunami, les conditions d'intervention des travailleurs sont extrêmement difficiles. Il n'existe, sur l'ensemble du site, aucun moyen de communication entre le centre de commandement (OECC) et le personnel de terrain. Seul un téléphone filaire est disponible entre l'OECC et chaque salle de contrôle. Le travail de nuit est effectué dans l'obscurité. Beaucoup d'obstacles bloquent les routes de liaison, tels que les débris du tsunami et de gravats, produits par les explosions qui ont eu lieu dans les unités 1, 3 et 4. Tous les travaux sont menés avec des respirateurs et des vêtements protecteurs, surtout dans des champs de rayonnement intenses.
Le 15 mars 2011, il est décidé d'évacuer les 750 travailleurs de l'unité 4, à la suite de l'incendie du bâtiment. Seuls restent 50 travailleurs, appelés dans certains médias japonais ou anglophones les « cinquante de Fukushima ». Ils sont rejoints par du personnel supplémentaire dans les jours suivants, mais « Fukushima 50 » est demeuré le terme utilisé par les médias anglo-saxons pour les désigner. Le nombre de travailleurs impliqués est monté à 580 le matin du 18 mars alors que le personnel de la centrale nucléaire de Kashiwazaki-Kariwa et des travailleurs installaient la nouvelle ligne électrique pour l'alimenter. Plus de 1 000 travailleurs, pompiers et soldats œuvraient sur le site le 23 mars.
Le 14 mai 2011, un travailleur de 60 ans meurt d'une crise cardiaque sur le chantier de la centrale, alors qu'il a commencé sa mission la veille. Le 24 février 2012, les services d'inspection du travail de Yokohama attribuent officiellement sa mort à une charge de travail excessive physiquement et mentalement.

### Rétablissement des alimentations électriques (12-26 mars)
Le rétablissement des alimentations électriques est dès le début de l'accident la priorité absolue pour l'exploitant, d'abord pour alimenter les pompes de refroidissement des réacteurs, mais aussi pour mieux piloter les actions. Dès la perte de l'alimentation électrique, la salle de commandes n'était en effet plus opérationnelle, et il n'y a plus eu non plus de moyens de communication sur l'ensemble du site entre le centre de commandement local et les travailleurs. Un seul téléphone filaire fonctionnait entre ce centre et chaque salle de contrôle. Les premières nuits, les opérations se sont effectuées dans l'obscurité, dans des conditions précaires.
Du 19 au 26 mars, les réacteurs sont réalimentés chacun leur tour à l'exception du réacteur 3, le plus endommagé, qui ne le sera jamais. Le réacteur no 2, le moins accidenté des trois en service lors du séisme, est ainsi réalimenté le vendredi 18 mars 2011, soit une semaine après le début des événements,. L'éclairage de la salle de contrôle de ce réacteur ne sera toutefois effectif que le 26 à 16h46. Celle du réacteur 6 intervient le 19 mars 2011, puis l'alimentation électrique complète du réacteur 5 est rétablie le 21 mars à 11 h 36. Le 22 mars, de nouveaux câbles électriques sont posés pour alimenter le réacteur 4 (à 10 h 35), puis la salle de contrôle. Enfin l'alimentation électrique du réacteur 1 est partiellement rétablie le 24 mars.

### Refroidissement des installations (12-30 mars)

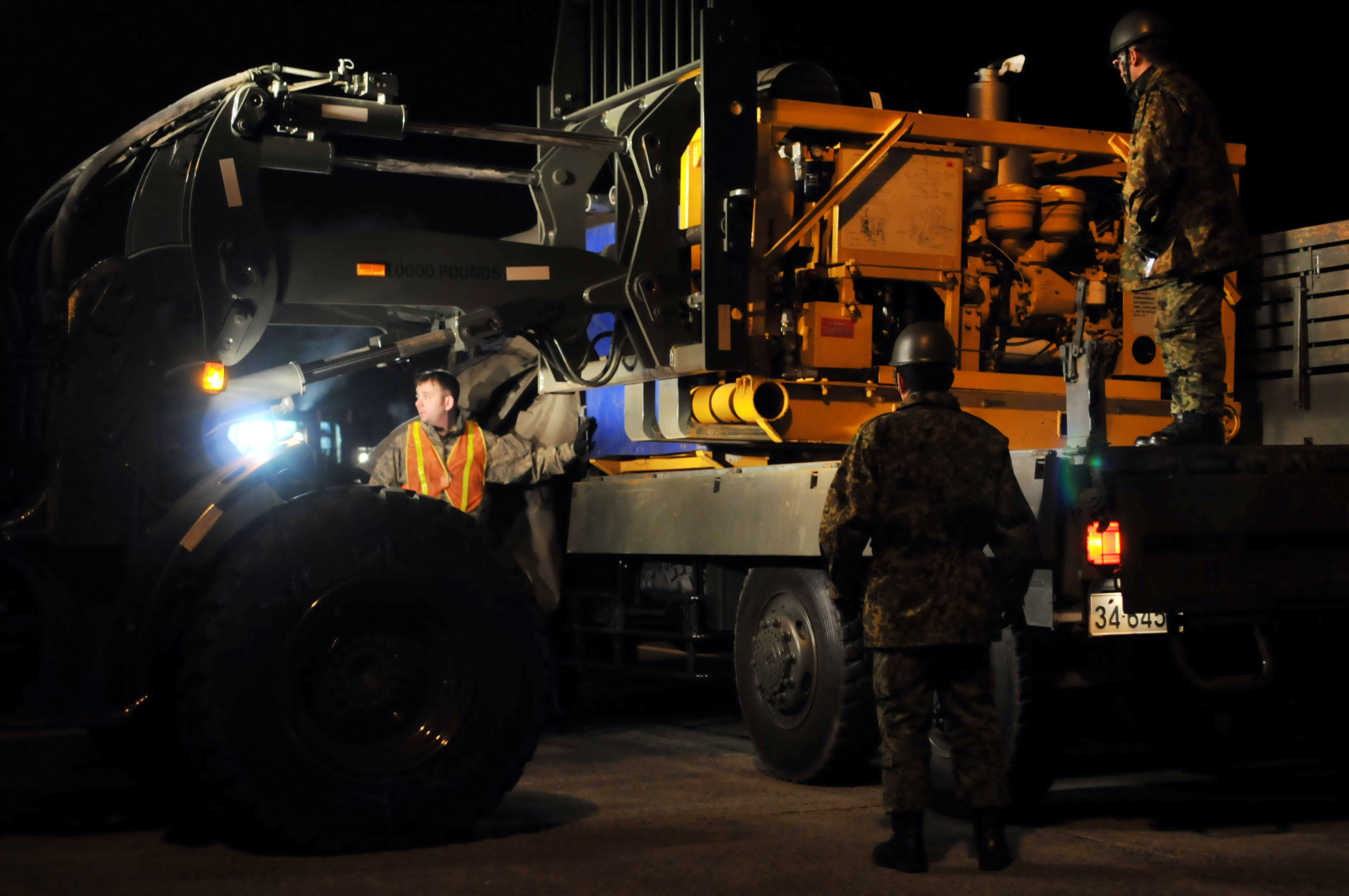
Des militaires de l’armée de l’air américaine ainsi que des membres de la sécurité civile japonaise chargent sur un camion une pompe à haut débit fournie par les États-Unis.

Entre le 12 et le 30 mars, l’exploitant déverse de l’eau de mer pour refroidir le cœur des réacteurs 1, 2 et 3 et le combustible entreposé dans les piscines 1, 2, 3 et 4. Ces déversements se font en circuit ouvert, occasionnant ainsi une contamination du milieu environnant.
Dès le 12 mars, autour de 20 heures, TEPCO commence à refroidir le réacteur avec de l’eau de mer, avant d’y ajouter de l’acide borique pour empêcher un accident de criticité (le bore est un absorbeur de neutrons). Puis un hélicoptère est mobilisé pour déverser de l'eau sur les installations. Le mercredi 16 mars 2011, celui-ci ne peut accomplir sa mission en raison du débit de dose trop important.
Entre le 14 et le 16 mars, des informations contradictoires sont données sur la présence ou non de combustible dans la piscine no 4 et son éventuel dénoyage par le président de l'Autorité de sûreté nucléaire américaine (U.S. NRC) et par TEPCO et les autorités japonaises. Les niveaux élevés de radiation mesurés au-dessus des piscines des réacteurs no 3 et 4 laissent supposer que des éléments combustibles auraient été détériorés à la suite d’un éventuel dénoyage. Selon l'Institut de radioprotection et de sûreté nucléaire (IRSN), le niveau d'eau doit être rétabli dans les 48 heures, pour refroidir les combustibles usés : à défaut, ceux-ci risquent de fondre et de répandre leur radioactivité dans l'atmosphère. Une hausse de la température est effectivement constatée le 17 mars. Les arrosages par hélicoptères complétés par des camions-citernes permettent de contenir la situation.
Après le 21 mars, le retour progressif de l’électricité permet une alimentation en eau plus normale et le refroidissement des installations. Les piscines d’entreposage des six réacteurs sont ainsi refroidies, soit par des systèmes existants, soit par apport d’eau externe par déversement pour compenser l’ébullition, notamment pour la piscine du réacteur no 4. Une vidéo prise en mai montre que les éléments combustibles n’ont pas fondu.

### Gestion des eaux contaminées

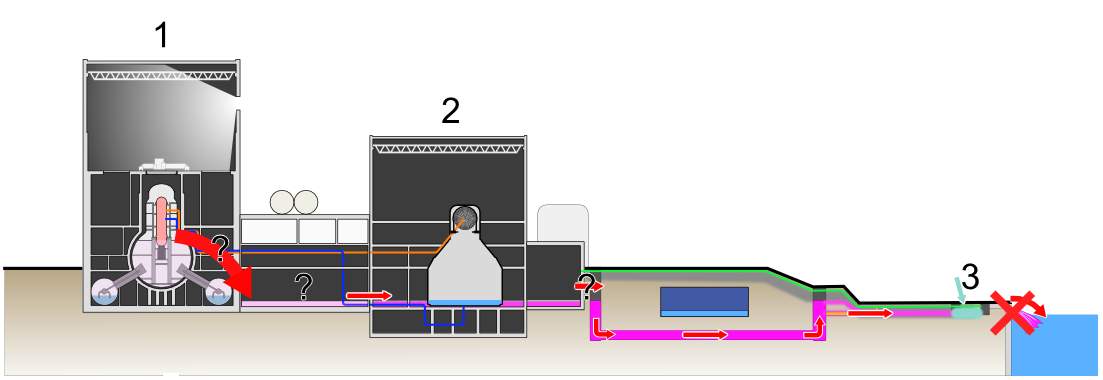
réacteur no 1 - écoulement vers l'océan d'eau très radioactive venant du bâtiment du réacteur via des tranchées et tunnels.

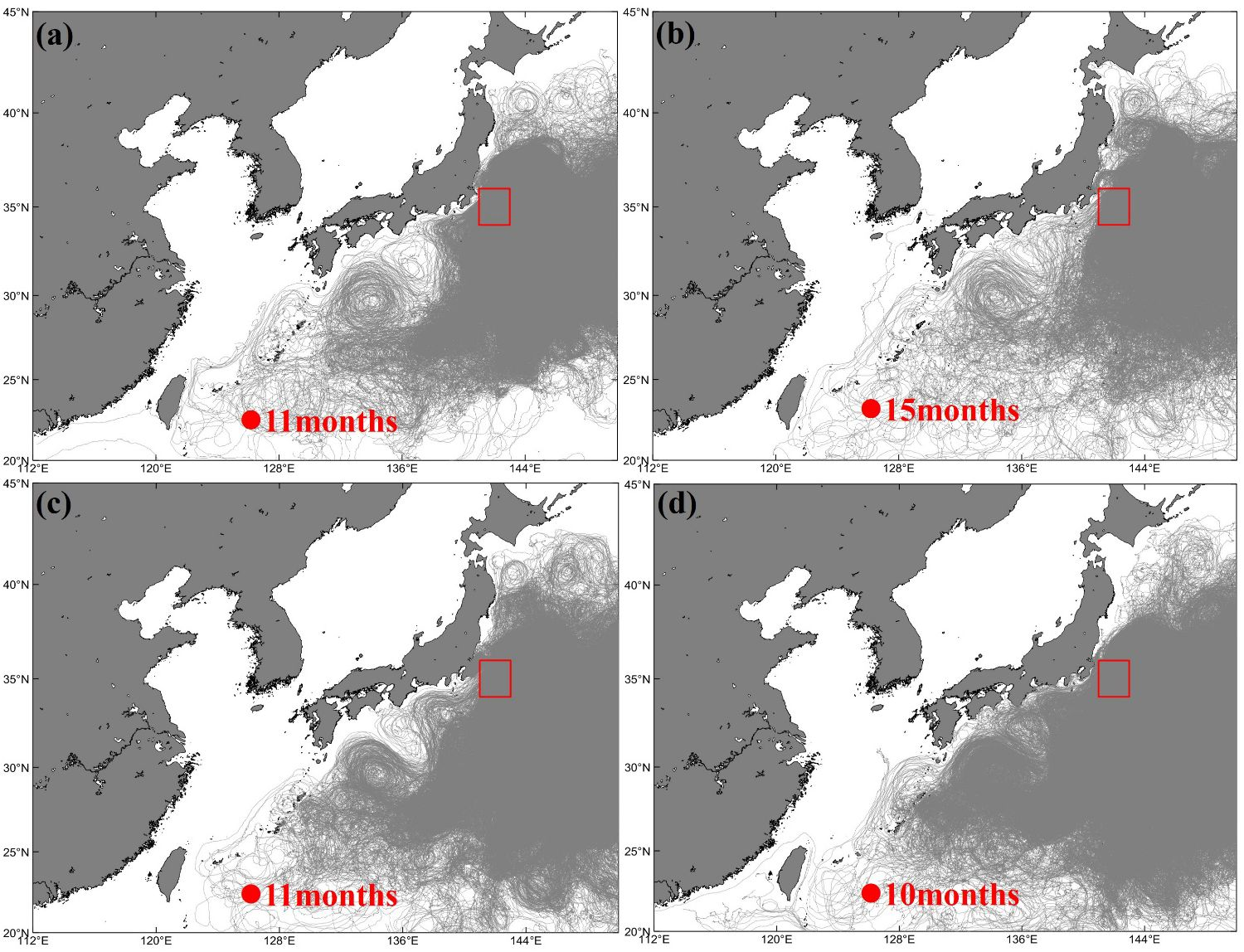
Simulation informatique de la circulation de particules radioactives rejetées en mer et emportées vers Taiwan, ici pour l'année 2021, avec le nombre de mois nécessaire, selon la saison, pour que les particules atteignent un point situé au large de Taiwan. Une autre partie du flux (non présentée ici) est emporté par un autre courant vers l'est (voir ci-dessous).

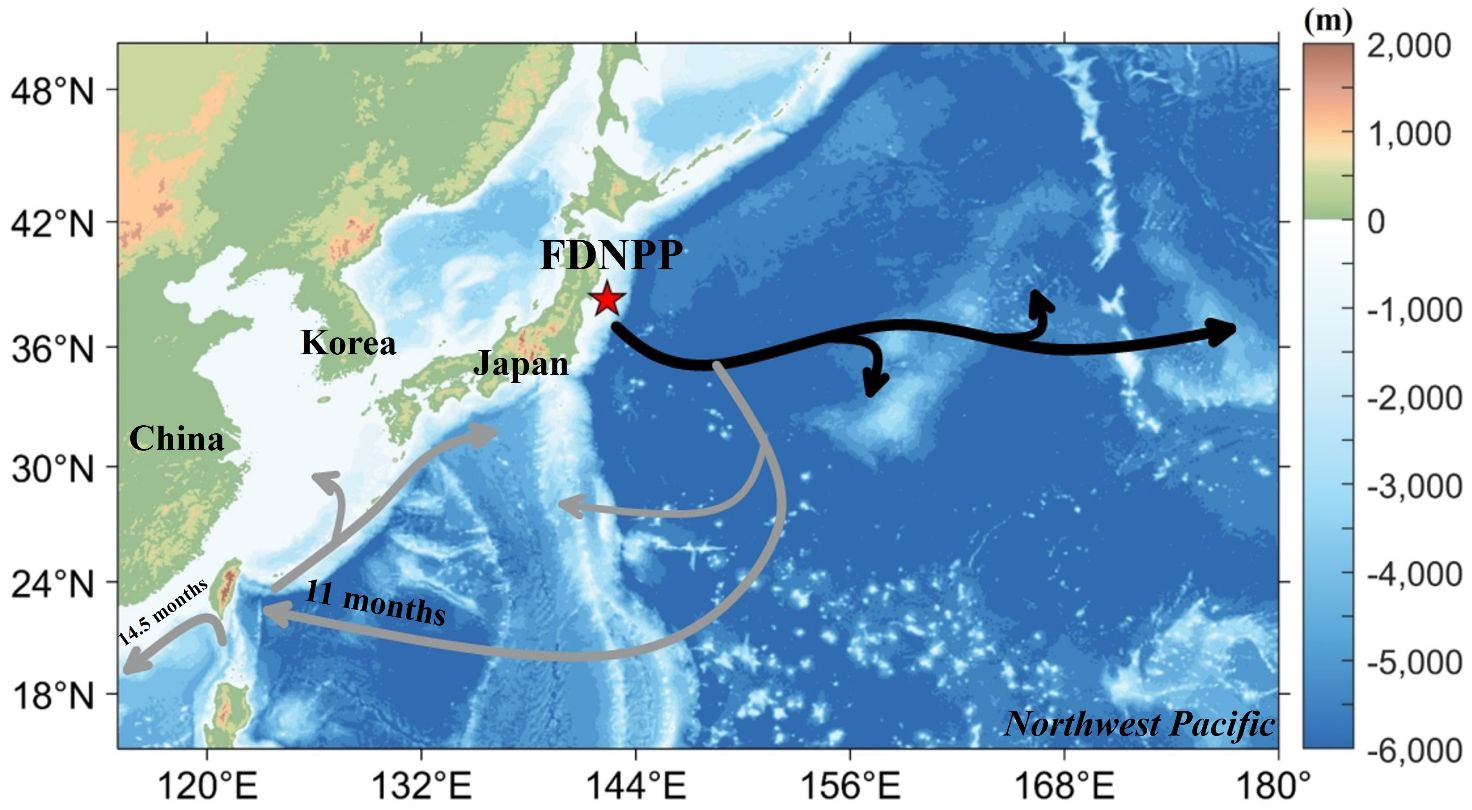
Carte schématique (à partir d'une modélisation) des directions de propagation des radionucléides rejetées par le site de la centrale nucléaire de Fukushima dans le Pacifique nord-ouest (vers l'est en noir, et vers le sud en gris).

En 2022, chaque jour, environ 200 m3 d'eau sont encore utilisés pour refroidir les réacteurs accidentés,. Toute l'eau déversée se charge en atomes radioactifs au contact des installations et s’accumule dans les parties basses des bâtiments et les galeries souterraines. L'exploitant tente de la stocker sur le site, mais, entre le 1er et le 6 avril, 520 m3 d'eau contaminée de l'unité 2 avec une activité de 4,7 PBq s'écoulent dans l'océan via des tranchées jusqu'au scellement de celles-ci. Pour libérer des espaces afin de construire de nouveaux réservoirs de stockage d'eau contaminée, TEPCO est autorisé à déverser dans l'océan, du 4 au 10 avril 2011, environ 10 400 mètres cubes d'eau légèrement contaminée.

#### Stockage et traitement sur place
L’exploitant estime fin juin 2011 à plus de 100 000 tonnes la quantité d'eau contaminée stockée, qui augmente de 500 tonnes par jour. En septembre 2013, le stock d'eau contaminée atteint 600 000 tonnes, et augmente toujours de 300 tonnes par jour. Le site stockait en mars 2016 plus de 750 000 tonnes d'eau contaminée.
Sur demande du gouvernement, TEPCO doit alors tout faire pour éviter de nouveaux rejets dans l'océan et donc décontaminer l'eau sur place. Une première usine de traitement, codéveloppée par Areva et Veolia, est installée près du réacteur no 4, puis une deuxième en juin pour traiter les 15 000 mètres cubes d'eau contaminée en provenance de l'unité 2 et les 45 000 mètres cubes d'eau moins contaminée en provenance des salles des machines des réacteurs 1 et 3.
Le système divise par un facteur 10 000 le niveau de radioactivité de l'eau et peut traiter jusqu'à 50 tonnes d’eau contaminée par heure. L'eau est décontaminée largement au-delà du niveau qui permettrait réglementairement son rejet, mais Tepco n'a pas pour autant obtenu l'autorisation de rejeter l'eau traitée dans l'océan.
Un nouvel espace de stockage permettant d'accueillir 744 conteneurs d'eau contaminée, de 210 mètres de long, ceinturés de murs en béton de 2 mètres de hauteur, est terminé fin décembre 2011. En septembre 2013, ce sont 1 000 cuves pouvant chacune stocker 1 000 tonnes qui ont été construites. Ces réservoirs de 11 mètres de haut sur 12 mètres de large sont constitués de plaques d’acier assemblées et scellées sur place, avec des joints de caoutchouc expansé. Leur construction rapide afin de stocker les 400 tonnes d'eau contaminée produite par jour est évoquée comme l'origine possible des fuites constatées en août 2013.
Le 19 juin 2013, TEPCO indique que des taux de plus en plus élevés de strontium 90 ont été détectés dans les eaux souterraines de la centrale.
Entre le 5 et le 9 juillet 2013, TEPCO annonce une nouvelle augmentation du niveau de césium radioactif dans un puits de prélèvement situé entre les réacteurs et la mer. Le 5 juillet, au même endroit, un niveau très important d'autres éléments radioactifs est mesuré, dont une quantité de strontium 90 et d'autres éléments sources de rayons bêta, de 900 000 becquerels par litre.
Le gouvernement japonais a estimé le 7 août 2013 que 300 tonnes d'eau contaminée se déversent quotidiennement dans l'océan Pacifique; ces fuites ont été évaluées par l'opérateur Tokyo Electric Power (Tepco), pour ce qui est de la radioactivité, à vingt à quarante mille milliards de becquerels entre mai 2011 et juillet 2013. En 2014, 5 GBq de strontium 90, 2 GBq de césium 137 et 1 GBq de tritium s’écoulent quotidiennement dans le Pacifique (conférence de presse de Tepco du 25 août 2014).
Une fuite de 300 tonnes d'effluent sur un réservoir endommagé est découverte le 19 août 2013 après l'apparition sur le site de flaques d'eau radioactive (de l'ordre de 100 mSv/h). L'incident est classé au niveau 1, puis au niveau 3 de l'échelle INES par les autorités de régulation nucléaires japonaise.
Tepco teste en novembre 2014 deux nouvelles usines de décontamination des eaux conçues par Toshiba et Hitachi. Ces systèmes baptisés « ALPS », qui permettent de retirer 62 des 63 éléments radioactifs retrouvés dans l'eau pompée dans les réacteurs, viennent compléter le travail de « nettoyage » déjà entamé par une première structure de Toshiba et d'autres installations fournies par le Californien Kurion. Avec cet ensemble, que les cadres de Tepco ont baptisé « Les Sept Samouraïs », le groupe peut, en théorie, traiter 2 000 tonnes d'eau par jour. C'est suffisant pour « nettoyer » les 300 tonnes d'eau souterraine qui s'infiltrent encore quotidiennement dans les sous-sols des tranches et cela permet également de réduire peu à peu les gigantesques stocks d'eau souillée : en 2014, 335 000 tonnes d'eau contaminée ; les cuves d'acier contiennent aussi 193 000 tonnes d'eau présentée comme « propre », car débarrassée de 62 radionucléides, mais restant chargée en tritium et ne pouvant donc, pour l'instant, pas être relâchée dans l'océan Pacifique.
Bien que les concentrations de tritium mesurées dans l’eau décontaminée de Fukushima-Daiichi soient inférieures aux standards légaux japonais, ce qui autoriserait donc Tepco à relâcher cette eau dans l’océan, comme le font à des échelles bien moindres les exploitants de centrales dans les autres pays, les associations de pêcheurs de la région s'opposent aux rejets de ces eaux. Le tritium étant un isotope de l'hydrogène, il peut remplacer celui-ci dans les molécules d'eau et se révèle donc particulièrement difficile à traiter.
Un millier de gros réservoirs ont été construits pour stocker les eaux contaminées. En 2019, un million de mètres cubes sont stockés, mais selon Tepco, l'exploitant du site, celui-ci aura atteint sa capacité maximale en 2022. Des débats ont lieu, visant à déterminer que faire de l'eau jusqu'à présent stockée. Une des solutions envisagées, suscitant discussions, est de la rejeter dans la mer,,.
Il est prévu d'éliminer toutes les particules radioactives de l'eau, à l'exception du tritium, un isotope de l'hydrogène difficile à séparer et considéré comme relativement inoffensif,. Les responsables japonais affirment que l'eau exposée aux radiations pouvait désormais être rejetée en toute sécurité dans la mer. En revanche la Corée du Sud et la Chine sont inquiètes de potentielles conséquences sur l'environnement et les humains sur le long terme.
En janvier 2020, le site compte 965 réservoirs contenant chacun 1 200 tonnes d'eau « contaminée ». Ces 1,18 million de mètres cubes d'eau ont été filtrés dans les trois usines de décontamination construites, qui parviennent à retirer 62 des 63 radionucléides contenus dans ces eaux, sauf le tritium. Selon les calculs du ministère japonais de l'industrie, l'ensemble de l'eau stockée sur le site contient 860 TBq (térabecquerels) de tritium, soit 16 grammes. Pour comparaison, le site de retraitement de la Hague en a rejeté 11 400 TBq en 2018, et la limite autorisée sur ce site est de 18 500 TBq/an. En décembre 2019, les autorités nippones ont indiqué que ces eaux pourraient être soit évaporées dans l'air, soit progressivement diluées en mer sur une vingtaine d'années.
En 2023, les capacités de stockage atteignent leur limite (1,33 million de tonnes d'eau dans un millier de citernes) et arriveront à saturation en 2024.

#### Rejet en mer de l'eau stockée
En août 2023 le volume total de l'eau stockée atteint 1,34 million de tonnes dont l'activité en tritium est de « 140 000 becquerel par litre (Bq/L) alors que le seuil réglementaire pour un rejet en mer au Japon est de 60 000 Bq/L (contre 100 Bq/L pour la France ou 10 000 Bq/L selon la recommandation de l'Organisation mondiale de la Santé). Pour abaisser le taux de radioactivité de cette eau, les autorités prévoient de la diluer « plus de 100 fois avec de l'eau de mer, afin de descendre en dessous d'un taux de rejet de 1 500 Bq/L » ».
Le 24 août 2023, Tepco commence à rejeter en mer de l'eau issue de la centrale nucléaire accidentée de Fukushima. Ce premier déversement devrait durer environ 17 jours et porter sur quelque 7 800 m3 d'eau contenant du tritium.

### Construction de structures de protection
Pour limiter les rejets d'effluents gazeux radioactifs dans l'atmosphère, il est décidé de construire une structure de protection autour de chacun des réacteurs 1, 3 et 4 dont les bâtiments ont été soufflés par des explosions. Ces nouvelles structures mesurent 55 mètres de hauteur pour une surface au sol de 47 × 42 m. Commencée le 13 mai 2011, la structure enveloppant le réacteur no 1 est terminée le 28 octobre 2011.
Pour réduire l'écoulement d'effluents liquides vers l'océan, TEPCO a débuté en 2011 la construction d'un mur en acier et en béton entre les bâtiments réacteurs et le Pacifique. En juillet 2013, il réalise une barrière de 16 m de profondeur en "solidifiant" le sol par injection de substances chimiques, probablement du silicate de sodium (Na2SiO3) ou « verre liquide » qui avait déjà été utilisé pour colmater un écoulement d'eau radioactive en avril 2011. Mais l'objectif de contenir les eaux souterraines qui s'écoulent naturellement des montagnes environnantes vers l'océan en passant sous les installations endommagées n'est pas atteint. L'accumulation d'eau a fait monter le niveau de la nappe phréatique jusqu'au débordement de cette barrière souterraine qui, pour des raisons techniques, s'arrête à 1,8 m sous la surface. Début août 2013, TEPCO propose d'entourer les bâtiments réacteurs de la centrale avec un « mur de glace », barrière cryogénique souterraine de 1,4 km de long par circulation de fluide frigorigène dans des tuyaux enterrés, un projet d'environ 35 milliards de yens (270 millions d'euros) d'après la société Kajima corp à l'origine du projet qui devrait stopper les rejets des 400 tonnes d'eau contaminée produite quotidiennement pour refroidir les trois cœurs accidentés des réacteurs.

### Les piscines de désactivation
L'Agence internationale de l'énergie atomique (AIEA) se réunit du 4 au 7 septembre 2012 à Vienne pour parler de la sécurité nucléaire dans le monde. Elle évoque notamment la situation à Fukushima. Les réacteurs endommagés y sont toujours sous surveillance extrême, en particulier les piscines de combustibles usagés.
Les experts s'accordent pour estimer que la piscine du réacteur no 4, représente le pire legs de la catastrophe du 11 mars 2011. Celle-ci contient 264 tonnes (1 500 barres) de combustible nucléaire. Un typhon ou une nouvelle secousse pourrait endommager davantage la piscine, la vider de son eau et déclencher le réchauffement inextinguible, avec des émissions radioactives dont les conséquences pourraient être pires (environ soixante fois la quantité de césium émise lors de la catastrophe initiale). Hiraoki Koide, professeur à l'Institut de recherche nucléaire universitaire de Kyoto, propose, lui, une comparaison plus effrayante encore, surtout pour les Japonais : « Si le bassin du réacteur numéro 4 devait s'effondrer, les émissions de matière radioactive seraient énormes : une estimation prudente donne une radioactivité équivalente à 5 000 fois la bombe nucléaire de Hiroshima »,,.
Les informations alarmistes publiées par le Nouvel Observateur en août sont réfutées par d'autres médias, en particulier Le Monde et Libération. Le blog du journaliste scientifique Sylvestre Huet explique de façon détaillée, photos à l'appui, les travaux de renforcement qui ont déjà été effectués sur les structures qui supportent cette piscine, ainsi que sur sa couverture ; il démontre que, contrairement aux assertions du Nouvel Observateur, la dangerosité de la piscine du réacteur 4 n'a jamais été dissimulée et que le danger diminue progressivement grâce au refroidissement du combustible usé stocké ainsi qu'aux travaux de consolidation. Toutefois, bien que des simulations — avec grandes incertitudes — montrent que la probabilité d'auto-inflammation des barres de combustibles des REB est plus grande durant les 3 mois qui suivent leur extraction du réacteur, cette probabilité dépend très fortement des conditions de stockage des barres (proximité des barres et circulation d'air possible entre les barres après que la piscine a été vidée). Dans le cas de Fukushima, compte tenu des probables déplacements de barres lors du séisme, il est impossible de conclure que le risque d'incendie est nul. Tout danger ne sera définitivement écarté que lorsque la piscine aura été vidée de son combustible.
Le transfert du combustible de la piscine de désactivation de l'unité 4 a commencé le 18 novembre 2013 ; la piscine avait été auparavant nettoyée de tous les débris de béton et de carcasse métallique projetés par l'explosion d'hydrogène de mars 2011. Une structure métallique a été construite sur le flanc du bâtiment pour supporter les deux ponts roulants destinés l'un à la manutention du conteneur (« château ») dans lequel sont chargés les assemblages de combustibles pour leur transfert vers la piscine générale du site, l'autre à la manutention sous eau des assemblages pour les transférer dans ce conteneur.
Les opérations de retrait du combustible nucléaire de la piscine de la tranche 4 se sont terminées en décembre 2014. Celles des piscines des tranches 1 et 2 devraient être réalisées en 2023.
Au 3 mars 2021, les assemblages combustibles qui étaient entreposés dans la piscine de stockage de la tranche 3 ont tous été retirés.

## Gestion post-accidentelle par les autorités

### Organisation de crise des autorités
Le plan d'organisation des secours en cas d'urgence nucléaire comprend au Japon trois niveaux. Le gouvernement établit un centre de commandement national dirigé par le Premier ministre, appuyé par un centre de commandement local dirigé par le vice-ministre du Ministère japonais de l'Économie, du Commerce et de l'Industrie. Il prépare les plans et procédures nationales et prend les décisions sur les déplacements importants et les contre-mesures. Le gouvernement local met en place un poste de commandement opérationnel (PCO) local pour gérer les actions d'urgence dont la surveillance et les mesures de protection des populations (mise à l'abri, évacuation, distribution de comprimés d'iode) ; les municipalités mettent en œuvre également un poste d'intervention d'urgence. L'exploitant de l'installation nucléaire est quant à lui responsable de l'intervention d'urgence sur place y compris la notification des événements au ministre compétent, au gouverneur de la préfecture et aux municipalités.
Dans le cas de Fukushima, il a été impossible d'armer le bâtiment destiné à accueillir le PCO du gouvernement local, situé à environ 5 km de la centrale, essentiellement en raison des difficultés d'accès du fait des routes détruites ou jonchées de gravats à cause du séisme, de la perte des infrastructures de télécommunication, du défaut d'alimentation électrique, des pénuries de nourriture, d'eau et de carburant, et également d'une élévation des niveaux de radiation dans le bâtiment qui n'était pas équipé de dispositifs de filtration de l'air. Le poste de commandement central du gouvernement a ainsi dû suppléer, dans un premier temps, la défaillance du poste de commandement local.

### Évacuation et retour des populations

Carte des zones d'évacuation, à la suite des décisions des 11 et 22 avril 2011.

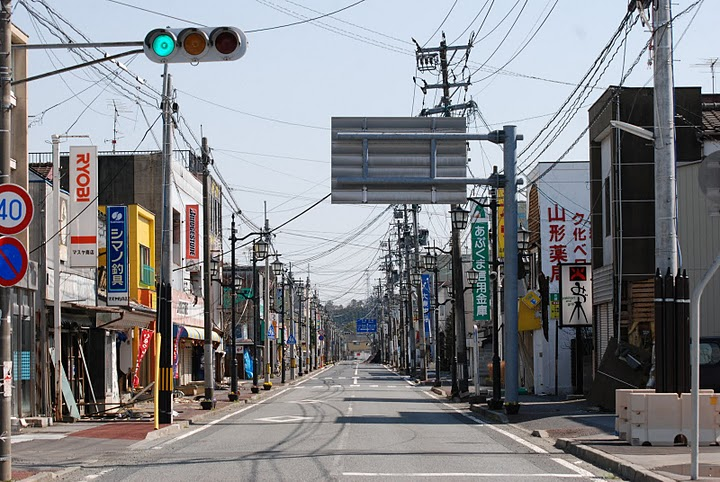
Centre-ville de Namie. Autrefois une ville de 22000 habitants, c'est à présent une ville fantôme, dont la municipalité originelle tente pourtant de fédérer les anciens habitants.

L'état d'urgence nucléaire ayant été décrété par le gouvernement le 11 mars à 19 h 3, la préfecture de Fukushima émet à 20 h 50 un ordre d'évacuation pour les personnes situées dans un rayon de 2 km autour du réacteur no 1 de la centrale de Fukushima Daiichi. À 21 h 23 le premier ministre étend ce rayon à 3 km avec mise à l'abri jusqu'à 10 km. Le lendemain, 12 mars, il est étendu à 10 km à 5 h 44, puis à 20 km à 18 h 25, le confinement étant porté jusqu'à 30 km. De même il est demandé aux autorités locales de distribuer des comprimés d’iode lors de l'évacuation en vue de prévenir des cancers de la thyroïde. Ainsi en deux jours, le rayon de la zone à évacuer a été porté de 2 à 20 km. L'AIEA considère toutefois que les mesures prises immédiatement par le gouvernement national, le gouvernement local et l'exploitant, puis celles qui ont suivi de manière évolutive étaient appropriées pour sauver des vies et minimiser les conséquences d'une urgence nucléaire ou radiologique, compte tenu de la connaissance de la situation.
Le 11 avril, la consigne de mise à l'abri est portée de 20 à 30 km, et une zone d'évacuation volontaire allant au-delà des 30 km est instituée pour tenir compte d'un éventuel dépassement d'un débit de dose de 20 mSv sur une année, qui concerne en partie ou en totalité les communes de Namie, Katsurao, Minamisōma, Iitate et Kawamata. Enfin une zone de préparation à l'évacuation entre les 20 et 30 km est créée,. Le Premier ministre modifie finalement les consignes de protection des populations le 21 avril. Pour la centrale de Fukushima Daiichi, une zone d'accès restreint est instaurée dans un rayon de 20 kilomètres autour de l'installation : les familles doivent demander l'autorisation aux autorités pour revenir chercher des biens dans leurs anciennes demeures. Un seul membre par famille est habilité et il doit porter un vêtement de protection, un appareil pour mesurer la radioactivité, et ne pas rester au-delà de deux heures sur place. Les familles qui habitaient dans un rayon de 3 km autour de la centrale ne bénéficient pas de ce droit de retour très restreint. Pour la centrale de Fukushima Daini, la zone d'évacuation de 10 km autour de l'installation est ramenée à 8 km.
Une cinquantaine de personnes âgées décèdent à la suite de leur évacuation, victimes d'hypothermie, de déshydratation et du fait de leur état de fragilité initial.
L'évacuation de la zone des 20 km est accompagnée de l'abandon de milliers d'animaux, surtout des bovins ainsi que d'autres animaux de bétail (tels porcs et poulets), laissés sans eau ni nourriture : environ 30 000 porcs, 600 000 poulets, plus de 10 000 vaches auraient été laissés sur place. Le jeudi 12 mai 2011, le gouvernement demande, avec le consentement des propriétaires et contre indemnisation, l'abattage des animaux restés dans les secteurs évacués. Le 19 mai, des équipes de secours sont autorisées à entrer dans la zone évacuée pour secourir exclusivement chiens et chats de compagnie.
Les restrictions d'accès sont allégées fin septembre 2011, et les interdictions d'accès sont progressivement levées sur une partie importante de la zone d'évacuation :
- le 1er avril 2012 au nord (Minamisoma) et à l'ouest (Tamura et Kawauchi)[153] ;
- le 17 juillet 2012[154] sur la commune de Iitate[154] ;
- le 15 août 2012 sur Naraha au sud[155],
- début décembre 2012 sur Okuma[156].

Restent soumise à l'ordre d'évacuation les communes de Namie et Futaba, directement sous le vent de la centrale accidentée, ainsi que Tomioka.
Les restrictions dépendent des zones, signalées en s'inspirant du code des feux de circulation routière :
- dans les zones « vertes », le débit de dose est inférieur à 20 mSv/an ({\displaystyle 2,28\mu S.h^{-1}}), seuil fixé par le gouvernement pour autoriser un retour permanent. Il y est possible de circuler sans restrictions et de travailler sans équipement de protection. Mais il reste interdit d'y passer la nuit[154] ;
- dans les zones « orange », d'accès restreint, le débit de dose est compris entre 20 et 50 mSv/an (entre {\displaystyle 2,28\mu S.h^{-1}} et {\displaystyle 5,71\mu S.h^{-1}}). Le public peut y accéder pour y accomplir des tâches spécifiques, sans avoir besoin de porter des équipements protecteurs ou des dosimètres[154] ;
- les zones « rouges » sont considérées comme d'accès difficile, parce que le débit de dose y est supérieur à 50 mSv/an ({\displaystyle 5,71\mu S.h^{-1}}), et ne devrait pas retomber en dessous de 20 mSv/an avant mars 2016, soit cinq ans après l'accident. L'accès y est possible pour des raisons d'intérêt public, mais les personnes qui s'y rendent doivent utiliser des équipements protecteurs et des dosimètres[154].

Les autorités japonaises annoncent le 24 février 2014 que l'ordre d'évacuation va être levé, avec effet au 1er avril 2014, pour Tamura, situé à une vingtaine de kilomètres de la centrale ; 300 personnes sont concernées. Au cours des deux prochaines années, près de 30 000 personnes pourront choisir de retourner dans leur logement.
Le 5 septembre 2015, l'ordre d'évacuation est levé sur toute la ville de Naraha, située majoritairement dans le périmètre d'interdiction de 20 km autour de la centrale.
Par la suite, les procédures de décontamination permettent de lever l'ordre d'évacuation sur les communes de Katsurao (12 juin 2016) ; Minamisoma (12 juillet 2016) ; Namie, Kawamata et Iitate (31 mars 2017) et Tomioka (1er avril 2017).
Début 2018, la superficie restant soumise à l'ordre d'évacuation est de 370 km2, contre 1 150 km2 en 2013. En janvier 2018, il reste environ 75 000 personnes évacuées, dont 20 000 dans des logements temporaires, et environ 54 000 personnes en janvier 2019, dont 5 000 dans des logements temporaires. D'après Le Monde, en mars 2021, dix ans après l'accident, sur les 160 000 personnes ayant initialement quitté leurs habitations, il en reste encore 36 200 vivant ailleurs.

### Restrictions alimentaires
Les seuils de radioactivité des aliments sont fixés à 500 Bq/litre pour le césium et 2 000 Bq/litre pour l'iode, à l'exception du lait et des produits laitiers : 200 Bq/litre pour le césium et 300 Bq/litre pour l'iode. De nombreux contrôles effectués sur l'ensemble de la zone contaminée conduisent les autorités à prendre certaines mesures de restrictions alimentaires.
Le gouvernement japonais interdit ainsi le 21 mars 2011 la vente de lait cru et d'épinards cultivés dans les environs de la préfecture de Fukushima, tout en minimisant la dangerosité des niveaux de contamination. Sont interdits également certains autres légumes à feuilles vertes dont, le 22 mars, les brocolis. Les produits frais issus de quatre préfectures autour de la centrale de Fukushima, parmi lesquels les épinards, les brocolis, les choux et les choux-fleurs, sont interdits à la vente le 23 mars. Les tests sur les produits alimentaires sont étendus à dix autres préfectures autour de la centrale, dont certaines bordant Tokyo, la capitale du Japon située à 250 km au sud-ouest. Des légumes sont considérés comme non consommables jusqu'à 100 km au sud de la centrale. Le 23 mars, le gouverneur de Tokyo, Shintarō Ishihara, recommande également de ne plus utiliser l'eau du robinet pour les enfants de moins d'un an à Tokyo. Selon des responsables de l'Office de l'eau de Tokyo, un taux d'iode 131 de 210 Bq par kg a été relevé sur des échantillons d'eau courante dans le centre de la ville, alors que la limite fixée par les autorités japonaises est de 100 Bq pour les bébés.
En décembre 2011, le ministère de la Santé, du Travail et des Affaires sociales décide de mettre en place des normes de radioactivité pour le césium beaucoup plus restrictives à partir d'avril 2012 : 50 Bq/litre pour la nourriture pour bébés et le lait, 100 Bq/litre pour les autres aliments. Ces nouvelles normes, dix à vingt fois plus strictes que les normes internationales, impliquent l'achat d'instruments de mesure plus précis par les administrations locales.

### Décontamination
Le METI (Ministry of Economy, Trade and Industry) a planifié des mesures de décontamination à court, moyen et long termes. Elles visent à diminuer l'exposition additionnelle des résidents, notamment sous la limite réglementaire de un millisievert par an dans les écoles(à comparer aux 2,4 mSv/an que la population mondiale reçoit en moyenne des sources naturelles).

#### Décontamination du site
En 6 ans TEPCO a accumulé 960 000 tonnes d'eau contaminée dans 1000 citernes de 10 m de haut, in situ. Il a pu en éliminer le césium, le strontium et plus de 50 autres radionucléides en 2017, mais pas encore le tritium qui résiste aux technologies disponibles. Une option serait de le diluer et rejeter en mer ou de l'évaporer dans l'atmosphère. Un comité consultatif étudie le problème (mars 2017).
En avril 2021, le gouvernement japonais annonce qu'il a finalement validé le rejet très progressif en mer des 1,25 million de mètres cubes d'eau traitées et stockées dans la centrale. Celles-ci sont effectivement relâchées en août 2023. Le retraitement qu'elles ont subi élimine 62 des 63 radionucléides qu'elles contiennent ; reste le tritium, à hauteur d'environ 16 grammes. Promettant un processus très progressif, Tepco devrait rejeter en trente ans le volume de tritium que le site nucléaire de la Hague rejette en trente jours.

#### Décontamination des habitations et des infrastructures
Une première phase de décontamination de 110 000 habitations de la préfecture de Fukushima a démarré le 19 octobre 2011, alors que 900 personnes de la Défense Nationale japonaise achevaient la décontamination des bâtiments gouvernementaux dans quatre villes de la préfecture.

#### Efficacité discutée et levée des restrictions
Les mesures de décontamination mises en œuvre ou proposées pour réduire la contamination de 50 à 60 % en deux ans (alors que 40 % des radiations devraient décroître naturellement) ont été mises en doute par certains experts, relayés par le Japan Times, qui critiquent un objectif de réduction correspondant à la demi-vie du césium 134.
Dans les points chauds tels que Setagaya, il faudrait selon eux décaper et exporter toute la couche de terre contaminée, et changer les toitures. Le nettoyage au karcher du césium radioactif ne peut pas complètement décontaminer les zones de corrosion métallique, les peintures écaillées ou les fissures dans certains matériaux absorbants. De plus, une partie du césium nettoyé repart dans l'air (aérosol) ou contamine le sol ou les égouts. Il faudrait aussi enlever et remplacer le revêtement des routes, trottoirs, etc. pour réellement abaisser le niveau de rayonnement, ce qui implique la création d'énormes sites de stockage de terre contaminée. Enfin, il faudrait dans les zones touchées diminuer le niveau de radioactivité de 90 % et non pas de 10 à 20 % comme le permettent les méthodes utilisées, car faire vivre les gens dans des zones de rayonnement à niveau faible, mais constant est politiquement inacceptable. Même si l'effet linéaire sans seuil n'a jamais été prouvé en dessous de 100 mSv en exposition rapide, il reste la référence en matière de gestion de la radioprotection. Tanaka, ancien président de l'Atomic Energy Society of Japan, l'une des principales organisations japonaises relative à l'énergie nucléaire, académique, compétente pour toutes les formes de l'énergie nucléaire, éditrice du Journal (universitaire) des Sciences et Techniques Nucléaires qui publie en anglais et en japonais, en novembre 2011 reproche également au gouvernement de ne pas encore avoir de plan pour décontaminer les zones interdites (où le rayonnement dépasse 20 mSv/an et où il n'y a pas encore de calendrier prévu pour le retour des habitants).
Les objectifs-cibles sont de ramener, dans la zone d'évacuation, les émissions à un seuil de 10 mSv/an à horizon de deux ans, de 5 mSv/an dans une seconde étape, et de 1 mSv/an à la fin du processus. À ce stade, il n'y a pas de prévision sur la durée nécessaire à la réhabilitation des zones touchées.
Cependant, à partir de 2017, le gouvernement japonais lève progressivement les restrictions touchant certaines villes de la zone interdite, considérant que les décontaminations réalisées les ont rendues partiellement habitables. C'est le cas d'un secteur de la ville de Namie (mars 2017) et d'Okuma (avril 2019).

### Décontamination environnementale (des agrosystèmes, écosystèmes)
Elle concerne l'eau, les sols et les écosystèmes. Le nettoyage des surfaces touchées par les retombées de radionucléides aéroportés (telles que toitures, murs, terrasses, trottoirs, routes, cours d'école, aires de jeux et sports…) s'est fait (souvent au nettoyeur haute pression) dès 2011. Certains sols contaminés et boues de station d'épuration ont été déplacés ou inertés.
Le 14 décembre 2011, le ministère japonais de l'environnement a publié des directives pour la décontamination de l'environnement. Onze municipalités de la préfecture de Fukushima sont classées en zones spéciales de décontamination, et 102 autres, réparties sur 8 préfectures, sont classées prioritaires pour enquêter sur ces aspects. Le processus combine une phase de recherche expérimentale sur 12 municipalités, une étude et des préconisations pour le traitement des forêts, et le démarrage à grande échelle de décontamination des maisons et des terres, qui devrait commencer en mars 2012, le temps de recueillir les autorisations des habitants concernés, selon le Ministère de l'Environnement.
En 2013, outre la contamination marine — selon Tepco de 20 000 à 40 000 milliards de becquerels (soit 20 à 40 TBq) ont été perdus en mer de mai 2011 (deux mois après la catastrophe) à mi-2013, le principal problème pour Tepco et les autorités japonaises est le traitement des eaux contaminées présentes dans la centrale et dans les réservoirs construits à proximité. Les principaux contaminants sont les différents isotopes de radiocésium et de strontium radioactif, le tritium et divers radionucléides dont l'uranium et le plutonium (une grande partie de la radioactivité de l'iode s'est rapidement atténuée). On cherche à les extraire de l'eau via des solvants sélectifs. Une première urgence a été de décontaminer les environ 110 000 t d'eau contaminée dont l'activité atteignait 107 Bq/cm3, ou environ 1 Ci/L[réf. nécessaire], initialement stockée dans les bâtiments des réacteurs. Une solution dite « Actiflo-rad » de « coprécipitation chimique » (déjà utilisée par AREVA et le CEA en France respectivement à l'usine de La Hague et au CEA de Marcoule) a été appliquée, proposée par Areva, et adapté avec Véolia au contexte local dans les mois qui ont suivi l'accident pour « éviter le débordement dans l'océan de ces effluents qui s'accumulaient sur le site » et rétablir le refroidissement en circuit fermé des réacteurs. La phase d'études, d'adaptation des équipements aux radionucléides attendus (Cs, Sr, Ru principalement, l'iode n'étant pas pris en compte en raison de sa courte demi-vie), de livraison, d'installation sur site et d'essais a duré moins de mois pour une « exploitation industrielle » à partir du 17 juin 2011 qui a permis de décontaminer 80 000 t d'eau salée très radioactive avec un « Facteur de Décontamination (FD) pour le césium d'environ 10 000 », en renfort d'autres installations de TEPCO,. Les déchets solides peuvent alors être entreposés en prenant moins de place et avec moins de risque de contamination des nappes et de l'environnement.
La décontamination de zones marines radioactives n'est pas évoquée. « C'est la plus grande contamination connue en mer » rappelle Jérôme Joly de l'IRSN, selon qui « la zone de la centrale se trouve à la confluence de deux puissants courants marins Nord et Sud qui favorisent la dispersion des éléments radioactifs […] la contamination des sédiments et des poissons étant les deux aspects les plus problématiques pour les années et décennies à venir ». TEPCO a confié le traitement des eaux au groupe français AREVA qui doit installer sur place une unité dont le coût et les détails de fonctionnement n'ont pas été divulgués, et qui vise principalement à débarrasser l'eau du césium qu'elle contient.

## Démantèlement des installations nucléaires endommagées

### Généralités
Quelques centrales nucléaires ont déjà été démantelées, généralement équipées de réacteurs de faible puissance pour la recherche ou la production militaire de plutonium. Pour les centrales de grande puissance en bon état, le cas de référence est celui de la Centrale nucléaire de Maine Yankee (réacteur de type PWR) complètement démantelée en huit ans pour un coût de 586 millions de dollars, mais elle n'est pas la seule. Le démantèlement de la centrale de Fukushima n'a rien à voir avec ces travaux planifiés à l'issue de leur durée de vie dans des réacteurs vidés du combustible et des fluides radioactifs, et surtout n'ayant pas connu d'accident dispersant des éléments radioactifs dans des installations endommagées par le séisme, le tsunami et les explosions d'hydrogène.
Seules deux références précèdent :
1. Three Mile Island, où un accident est survenu en 1979, comparable en apparence, mais la structure du réacteur accidenté y fut beaucoup moins affectée. Le combustible fondu a été retiré onze ans après l'accident, le démantèlement du reste de l'installation (y compris le réacteur non détruit) est estimé à 836 millions de dollars[185] ;
2. Tchernobyl, où un accident est survenu en 1986 et où le corium est depuis à l'air « libre » dans le sarcophage, en coulées semblables à de la lave solidifiée : aucun projet de nettoyage du site n'existe. De plus en 2021, une augmentation de la radioactivité (+40 % des émissions de neutrons depuis 2016) a été constatée[186].

### Cas de Fukushima
Démanteler les quatre réacteurs de Fukushima implique de nouvelles techniques pour retirer le corium solidifié au fond des enceintes de confinement et dans le tore de condensation du réacteur no 2. Il est encore difficile d'estimer le coût et la durée de ces opérations. Certains experts l'estiment à quarante ans, mais d'autres estiment ce délai intenable (fin 2019, les autorités annoncent ainsi que le début de certaines opérations, comme vider les piscines de stockage des réacteurs no 1 et 2 du combustible usagé, est reporté de quatre à cinq ans). La quantité de corium formée à Fukushima est estimée à environ 880 tonnes dont environ 250 tonnes de combustible nucléaire fondu, soit trois fois celle de l'accident de Tchernobyl,.

### Mise en œuvre du démantèlement
L'ampleur des dégâts et les conditions extrêmement difficiles d'intervention impliquent un plan de démantèlement étalé sur une longue période et qui devrait être achevé dans un délai de quarante ans. 
Ce plan comprend trois phases :
1. Retirer les éléments combustibles des piscines de désactivation. Le retrait du combustible restant entreposé dans les deux dernières piscines devrait commencer en 2024 (tranche 2) et après 2027 (tranche 1)[192] ;
2. Retirer le combustible fondu et endommagé des trois réacteurs accidentés. L’échéancier dépendra du programme de recherche engagé et de la connaissance de l’état des installations ;
3. Démanteler complètement les installations à l’horizon 2050/2060[193].

Des actions de recherche et développement seront nécessaires pour mettre au point les technologies d'investigation, de contrôles et d'intervention en milieu très radioactif,.
En 2015, l'examen du réacteur no 1 par tomographie muonique révèle qu’une grande partie du cœur du réacteur a fondu — ce qui conforte les analyses précédentes —, et que probablement tout le combustible est tombé. « Une expertise similaire, sur le réacteur 2, a elle aussi établi que son combustible avait totalement fondu ».
En 2017, c’est sous le réacteur no 2 que sont relevés les débits de dose les plus élevés (530 sieverts par heure). La détermination précise de l'état et de la localisation du combustible fondu nécessite l'emploi de robots dans des zones confinées où le niveau de rayonnement empêche toute présence humaine, mais ces incursions robotiques sont difficiles. En janvier, la caméra d'une sonde robotique envoyée dans la zone de confinement de l'Unité 2 a été détruite par le rayonnement, après avoir cependant envoyé des images importantes. En février un petit robot à chenille a été envoyé via une conduite de 10 centimètres de diamètre dans le réacteur pour visualiser l'état et le lieu du carburant endommagé. Mais il s'est emmêlé dans les débris et a dû être abandonné sur place. TEPCO devait envoyer (l'été 2017) un robot capable de franchir les débris tout en résistant à une intense radioactivité pour organiser la récupération des combustibles fondus dont personne ne connaît ni la localisation (fond de cuve, fond d'enceinte, en dessous), ni la composition (selon les matériaux dégradés ayant rejoint les combustibles fondus, entraînant incertitude quant à leur maniabilité), ni l'état physique (corium uniforme ou dispersé).
Le 19 janvier 2018, Tepco a réussi à atteindre l'intérieur de la cuve du réacteur no 2. Les images montrent un environnement dégradé avec des éléments de corium présents: la cuve est percée[réf. souhaitée]. 
En mars 2018, 95 % du site est accessible sans combinaison spéciale. Après l'évacuation des barres de combustibles de la tranche 4, les 566 barres de combustibles de la tranche 3 vont être évacuées au second semestre, puis, à partir de 2023, celles des tranches 1 et 2. La préparation de la récupération du combustible fondu fait appel à des robots inventés ou testés dans le centre de recherche de Naraha opéré par la Japan Atomic Energy Agency (JAEA) à une quinzaine de kilomètres de la centrale : les images et les relevés lasers récupérés par les robots infiltrés dans les pièces non inondées des réacteurs détruits sont utilisés pour reproduire ces lieux en réalité virtuelle afin de mieux préparer le travail futur des robots.
Le 14 février 2019, le fond de l'enceinte contenant la cuve du réacteur de la tranche no 2 est atteint. Le robot réussit à saisir à deux reprises des morceaux de ce corium, d'une taille estimée entre 1 et 3 cm. À toutes les difficultés s'ajoute celle d'un manque d'uniformité de ces coriums, Tepco finance des recherches à ce sujet, et une équipe française travaille sur une découpe au laser.
Le 27 décembre 2019, les autorités ont annoncé que certaines tâches délicates seraient différées de quatre à cinq ans : le retrait du combustible usé de la piscine de stockage no 1 est désormais prévu pour commencer en 2027-2028 et celui du réacteur no 2 entre 2024 et 2026. Au cours des travaux effectués en 2019 sur la piscine du réacteur no 3, Tepco a dû faire face à une « succession de problèmes » rendant les travaux plus compliqués que prévu. Hiroshi Kajiyama, le ministre japonais de l'Industrie, a ainsi affirmé que « le procédé industriel mis en œuvre est très complexe et il est difficile de faire des prévisions. Le plus important, c’est la sécurité des travailleurs ». Fin 2019, le gouvernement et Tepco estiment toujours que le démantèlement complet de la centrale prendra une quarantaine d'années, mais, selon Le Monde, « nombre de spécialistes jugent toutefois que compte tenu de l’état du site, l’échéancier est difficilement tenable ».
En 2021 les coriums des réacteurs 1 et 3 ne sont toujours pas localisés[réf. souhaitée]. Selon l'IRSN, il faut s'attendre à trouver plusieurs centaines de tonnes de magma radioactif. Au total les trois réacteurs endommagés de la centrale cumulent environ 880 tonnes de corium.

## Conséquences sanitaires et environnementales
D'après l'Organisation mondiale de la santé (OMS), les conséquences sanitaires anticipées des doses d'irradiations reçues par les populations sont minimes en 2013. Au-delà d'une dizaine de kilomètres de la centrale, le niveau de radiation moyen n'a pas dépassé 100 µGy h−1, débit de dose en dessous duquel aucune pathologie n'est plus observée en laboratoire, même pour des expositions chroniques. Selon l'UNSCEAR, les doses reçues par la population auront finalement été trop faibles pour entraîner un risque significatif de cancer ou un impact sanitaire quelconque, y compris pour les populations non évacuées qui n'auront été exposées qu'à quelques milli-sieverts. De son côté l'Institut de radioprotection et de sûreté nucléaire (IRSN) estime en 2014 que, dans les territoires les plus contaminés, des doses externes d'irradiation supérieures à 25 mSV ont pu être atteintes.

### Conséquences locales: dosimétriques, sanitaires et psychosociales

#### Radioactivité à l'intérieur du site

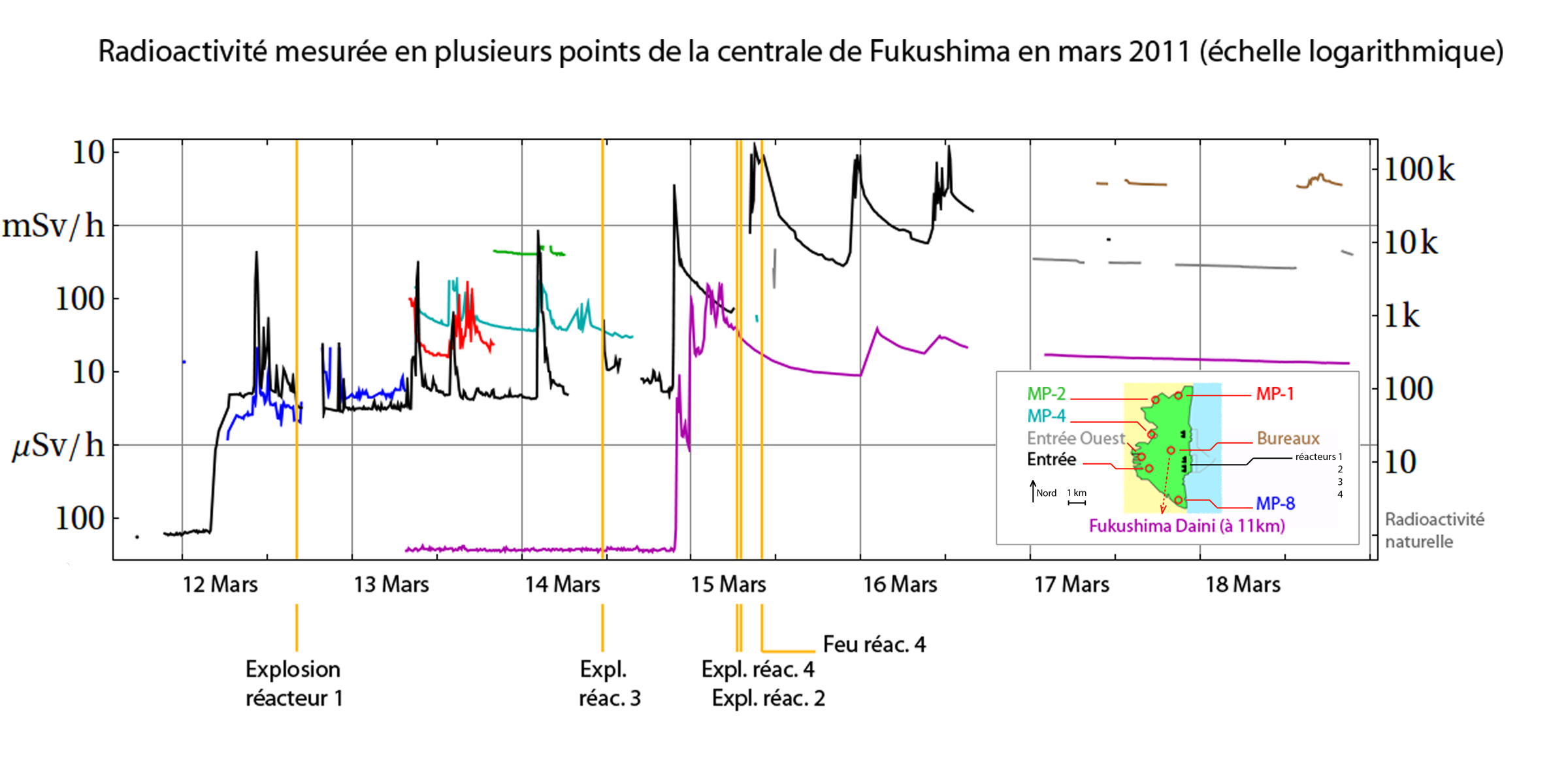
En échelle logarithmique, les niveaux de rayonnement mesurés en plusieurs points au voisinage du site nucléaire de Fukushima Daiichi en mars 2011, mis en relation avec les principaux événements.

Le lendemain du séisme, la radioactivité relevée par TEPCO reste normale à minuit, mais elle augmente dès 4 h 40,. À 15 h 29, à la suite de plusieurs relâchements de vapeur sur le réacteur no 1, la radioactivité atteint un pic à 1 015 μSv/h à la limite nord-ouest du site,. Les deux jours suivants, la radioactivité aux points de contrôle reste généralement de l'ordre de quelques dizaines de microsieverts par heure, avec de brusques sursauts occasionnels,.
La situation s'aggrave brusquement le 15 mars, après deux explosions successives, d'abord à 6 heures au bâtiment no 4, puis à 6 h 14 dans l'enceinte du bâtiment no 2. À l'entrée principale, le débit de dose grimpe de 73 μSv/h à 6 heures à 965 μSv/h à 7 heures, et atteint un pic de 11 900 μSv/h à 9 heures. À l'intérieur du site, les débits de dose à 10 h 22 atteignent 30 mSv/h entre les réacteurs 2 et 3, 100 mSv/h au voisinage du réacteur 4 et 400 mSv/h au voisinage du réacteur 3. Tout le personnel est évacué, seuls restant sur place un petit nombre d'employés, qui seront surnommés les cinquante de Fukushima.

#### Effets sur les travailleurs
Au Japon, la limite de dose pour un travailleur du nucléaire dans des situations d'urgence est normalement de 100 millisieverts. Le 15 mars, pour permettre aux « liquidateurs » de la centrale de continuer à intervenir sur le site, cette limite est relevée à titre exceptionnel à 250 millisieverts par le gouvernement japonais,. Le 21 mars, la Commission Internationale de Protection Radiologique rappelle ses recommandations pour les situations d'urgence nucléaire : les niveaux de référence peuvent être relevés jusqu'à 500 ou 1 000 millisieverts ; pas de limite d'exposition pour des volontaires informés lorsqu'il s'agit de sauver des vies.
Selon un rapport de l'AIEA du 19 mars 2011, les niveaux de radiation mesurés par voie aérienne ont atteint au droit du site des valeurs de 400 mSv/h, mais ils se sont stabilisés après le 16 mars à des niveaux significativement plus élevés que les niveaux normaux, mais permettant toutefois l'intervention des travailleurs.
Le 24 mars, trois employés sous-traitants travaillant dans la salle des turbines du réacteur 3 ignorent les alarmes de leurs dosimètres électroniques et sont exposés à une dose de 170 mSv. La contamination de liquide radioactif sur la peau des deux jambes a été confirmée pour deux d'entre eux. Ils sont suivis à l'Institut national des sciences radiologiques de Chiba, dont ils sortiront le 28 mars sans problèmes sanitaires. 
Au 23 mai, 30 personnes avaient été exposées à une dose supérieure à 100 mSv sans conséquences sanitaires. 
En octobre 2015, le gouvernement japonais reconnaît un cas de cancer (une leucémie) d’un des ouvriers du chantier comme lié aux radiations. Trois dossiers sont alors encore en cours d'examen, alors que plusieurs autres dossiers ont été écartés. L’ex-ouvrier en question a travaillé d’octobre 2012 à décembre 2013 à la centrale Fukushima Daiichi, après avoir passé plusieurs mois auparavant sur un autre site nucléaire. Cependant ces déclarations sont seulement de reconnaissance administrative, et en aucun cas de reconnaissance scientifique selon l'UNSCEAR.

#### Radioactivité à l'extérieur du site

Carte des mesures aéroportées de débits de doses réalisées par le DoE/NNSA du 30 mars au 3 avril 2011 et reproduites par l'IRSN.

Les deux principaux radionucléides volatils rejetés, parmi les produits de fission relâchés dans l'atmosphère, sont l'iode 131 et le césium 137. L'iode 131, qui a une demi-vie de huit jours, a été libéré à la fois dans l'air et dans l'eau. Il se désintègre ensuite en xénon 131, qui est stable. Au bout d'un mois, l'activité de l'iode libéré diminue au seizième de son activité initiale. L'activité radioactive d'un élément est négligée (considérée nulle) au bout de 10 demi-vies. 
Le césium 137 a une demi-vie plus longue (30 ans) et est un noyau faiblement radioactif de longue durée de vie.
Dès la première explosion d'hydrogène dans le réacteur 1, la présence de xénon, de césium et d'iode est détectée près de l'usine, indiquant un début de fusion du combustible. Les rejets se poursuivent pendant les deux semaines suivantes, notamment après l'explosion du bâtiment du réacteur 3, le 14 mars, puis de l'explosion d'hydrogène dans l'unité 4 impliquant la piscine d'entreposage du combustible irradié le 15 mars.
Selon les premières estimations de l'Agence japonaise de sûreté nucléaire, l'accident a dispersé l'équivalent d'environ 10 % de l'accident de Tchernobyl : entre 1,3 et 1,5×1017 becquerels d'iode 131 (contre 1,8×1018 pour Tchernobyl), et entre 6,1 et 12×1015 becquerels de césium 137 (contre 8,5×1016 pour Tchernobyl).
Selon le suivi par TEPCO de la radioactivité de l'air et des poussières en suspension, on observe une tendance à la diminution régulière de la radioactivité de ces aérosols du 6 au 28 avril 2011. Mais des traces d'iode 131 sont toujours détectées dans plusieurs préfectures japonaises en novembre et décembre 2011. La présence de cet isotope radioactif issu de la fission de l'uranium pourrait indiquer des épisodes de criticité dans les coriums de la centrale, car l'iode 131 se désintègre très rapidement, celui qui est mesuré fin décembre n'est donc pas celui libéré en avril 2011.
Un premier indice d'exposition des ménages au radiocésium via l'alimentation ou l'importation de certains produits à partir de zones contaminées a été apporté par l'analyse de la radioactivité des cendres résultant de l'incinération des ordures ménagères. Toutefois, étant sous le seuil de dose radioactive internationale autorisé, cette exposition est sans conséquence sanitaire.

#### Effets sur les populations des faibles niveaux d'irradiation
Les personnes peuvent être exposées de deux manières à la radioactivité ; premièrement par exposition interne (à la suite de l'ingestion ou de l'inhalation de particules radioactives, comme lors du passage du panache radioactif), et deuxièmement par exposition externe au rayonnement dégagé par les radioparticules déposées (sur les vêtements, terres, sols, murs, toitures, etc.) lors du passage du nuage (en grande partie emporté au-dessus du Pacifique) ou à la suite de réenvols de poussières.
La préfecture de Fukushima a décidé en 2011 de suivre l'irradiation externe de la population (au moyen d'un anthroporadiamètre).
Selon les premiers résultats publiés en décembre 2011 et ayant porté sur 1 727 habitants de Namie, d'Iitate et d'un district de Kawamata, potentiellement exposés au radiocésium dans les quatre mois ayant suivi l'accident, dans une zone de dix à cinquante kilomètres de la centrale ; 1 675 personnes (97 % des habitants) ont été exposés à une dose inférieure à cinq millisieverts ; Parmi elles, 1 084 (63 % des habitants) ont été exposées à moins d'un millisievert — la limite gouvernementale pour une année. Neuf personnes, dont cinq travaillant à la centrale, ont été exposées à plus de dix millisieverts (37 millisieverts maximum). Shunichi Yamashita, vice-président de l'université de médecine de Fukushima, estime que la plupart d'entre elles ont donc été exposées à un taux de radiation ayant extrêmement peu d'impacts sur leur santé, et ne nécessitant pas une évacuation. Il ajoute que, faute de certitudes concernant les effets de l'iode, il faudra surveiller à long terme la santé de ces habitants, y compris par des examens de la thyroïde. La préfecture a aussi publié ses estimations de doses externes aux habitants, sur la base de la météorologie et des dates d'évacuation, pour 12 localités proches de la centrale : ces estimations varient selon le lieu de 0,84 à 19 millisieverts, maximum atteint à Iitate. Le Japan Times en conclut que l'évacuation de ce village, longtemps après le début de la crise, a été trop tardive.
Concernant l'exposition externe, les populations des environs de la centrale n'ont subi que de faibles doses d'irradiation ; ne présentant pas de risques sanitaires majeurs pour la population.
D'après l'Organisation mondiale de la santé (OMS), les conséquences sanitaires anticipées des doses d'irradiation reçues par la population générale au Japon et en dehors sont minimes : les niveaux d'incidence prédits par les modèles sont faibles, et aucune augmentation observable du taux de cancer n'est attendue. Dans les zones les plus contaminées, l'OMS estime que dans le cas le plus défavorable — en l'occurrence, abstraction faite des mesures d'interdiction sur la commercialisation de produits contaminés —, et sur la base du modèle sans seuil[citation nécessaire] le risque de cancer pourrait être accru chez les enfants exposés : 4 % pour tous les cancers solides, 6 % pour le cancer du sein, 7 % pour les leucémies (garçons uniquement) et 70 % pour le cancer de la thyroïde chez les fillettes. L'OMS précise que les effets radio-induits sur la santé n'ont pas pu être évalués, et préconise qu'une surveillance de long terme soit mise en place, aussi bien sur la santé des populations les plus exposées que sur la qualité de l'eau et de la nourriture.
Selon une modélisation probabiliste récente (2020) incluant les doses ambiantes estimées à l'intérieur et à l'extérieur des maisons de Fukushima, ainsi que les modèles de comportement et les dernières informations sur l'accident : à partir de 8 ans après l'accident, aucun habitant de la ville n'a reçu de doses supérieures à 1 mSv par an (les résultats du modèle concordent avec les mesures réelles quand elles sont disponibles).

#### Effets sur les populations des évacuations forcées liées à l'accident
Selon le site World nuclear news, analysant une étude publiée en août 2012 par l'Agence de reconstruction, l'épuisement mental et physique lié à l'évacuation forcée à la suite de l'évacuation de Fukushima a été la cause principale de 34 morts, principalement des personnes âgées troublées par la perturbation apportée à leurs conditions de vie,. Pour Malcolm Grimston, chercheur de l'Imperial College, ces constatations sont cohérentes avec ce qui avait été relevé lors de l'accident nucléaire de Three Mile Island et de la catastrophe nucléaire de Tchernobyl : en dehors des cas bien documentés de cancer de la thyroïde et de la « sur-mortalité alléguée chez les liquidateurs », plus difficile à analyser, l'effet sur la population n'est pas tant le risque de cancer, impossible à mettre en évidence, qu'une perturbation psychologique induite par les circonstances de l'accident. Pour lui, « si l'approche à retenir est d'abord de ne pas nuire, il vaudrait peut-être mieux ne pas faire du tout d'évacuation obligatoire, surtout quand des tablettes d'iode sont disponibles ».
Sur les 300 000 personnes de la préfecture de Fukushima qui ont évacué la zone, jusqu'en août 2013, d'après les chiffres de la Croix-rouge, approximativement 1 600 morts seraient, selon les statistiques de l'Agence de reconstruction complétées par une mise à jour effectuée par le journal Mainichi Shimbun, liées aux conditions d'évacuation, comme l'hébergement en abris d'urgence ou en logement temporaire, l'épuisement dû aux déplacements, l'aggravation de maladies existantes consécutives à la fermeture d'hôpitaux, les suicides, etc. Un chiffre qui est comparable aux 1 599 décès directement causés par le séisme et le tsunami dans la préfecture de Fukushima, en 2019. De nombreuses municipalités refusent d'indiquer la cause exacte du décès, afin de ne pas perturber les futures projections de demande d'indemnisation des familles pour le pretium doloris.
Outre ces décès dans la préfecture de Fukushima, on compte 869 décès dans la préfecture de Miyagi et 413 dans celle d'Iwate.
En juin 2013, pour la seule préfecture de Fukushima, 150 000 personnes étaient encore « réfugiées ». Selon la Croix-rouge, outre leurs conditions de vie difficiles, ces réfugiés sont affectés par l'incertitude sur la date ou la possibilité d'un retour dans leur habitation d'origine.
En 2018, la chercheuse Cécile Asanuma-Brice évoque un total de 2 211 décès, en raison de la mauvaise gestion du refuge. L'Association pour le contrôle de la radioactivité dans l'Ouest, qui suit les conséquences de la catastrophe, évoque en 2019 un bilan de 2 267 décès indirects dus à des suicides ou à une dégradation des conditions de santé à la suite de l'évacuation.

### Effets sur l'environnement terrestre

#### Contamination des sols et des plantes

Évaluation prévisionnelle des doses prévisionnelles dues à l’irradiation externe par le dépôt la 1re année après l’accident.
Cette carte a été adaptée par l'IRSN à partir de la carte du MEXT après réduction des isodoses à 5 valeurs repères : 5 ; 10 ; 20 ; 50 ; 100 mSv.

Dans un rayon de 30 km et au-delà, la région se retrouve contaminée par les particules radioactives transportées par les vents et retombant au sol avec les eaux météoriques (pluies, neige, bruine, rosée…).
En raison des décompressions volontaires (purges), des explosions et de fuites d'origine imprécise, les dépôts radioactifs sont importants. Selon la simulation faite par un laboratoire autrichien, il y a eu le dimanche 20 mars un transport réel de radioactivité jusqu'à Tokyo et Sendaï, en raison d'un changement des masses d'air soufflant cette fois du Nord et accompagnées de précipitations.
L'ASN estime que le secteur contaminé peut s'étendre au-delà de la zone des 20 km et que le gouvernement japonais devra gérer cette contamination locale pendant des dizaines d'années. Au vu des conditions météorologiques, la zone de contamination pourrait sans doute s'étendre jusqu'à une centaine de kilomètres, indique Jean-Claude Godet de l'ASN.
L'iode 131 radioactif a été le radionucléide le plus présent les premières semaines, mais cet isotope n'a qu'une demi-vie de huit jours. La contamination correspondante disparaît donc au bout de quelques mois. En revanche, le césium 137, également très présent dans les retombées, a une demi-vie de trente ans : s'il est nettement moins irradiant, les contaminations qu'il entraîne resteront sensibles pendant deux à trois siècles. À titre d'exemple, le 23 mars 2011, les autorités japonaises ont publié les résultats d'analyses faites à 40 km au Nord-Ouest du site : une très forte contamination au césium 137 était constatée (163 000 Bq/kg, ce qui est extrêmement élevé). Cela a montré que la zone jaune pouvait s'étendre bien au-delà du rayon d'évacuation des 30 km.
Peu après (selon des résultats publiés en avril 2012), l'analyse d'échantillons de sols, de plantes, et d'eau récoltés le 10 avril 2011 (devant la centrale et à 35 km (village de Iitate) a mis en évidence de nombreux produits de fission et un rayonnement gamma important. Ce dernier provenait d'une part de deux produits d'activation ; le 59Fe (a priori issu de l'activation de 58Fe lors de la corrosion des tuyaux de refroidissement) et le 239Np (produit d'activation de 238U contenu dans le combustible nucléaire et « père nucléaire » de 239Pu). La radioactivité des échantillons provenait d'autre part de résidus de fission (131I, 134Cs 135Cs, 136Cs, 137Cs, 110mAg, 109Ag, 132Te, 132I, 140Ba, 140La, 90Sr, 91Sr, 90Y, 91Y, 95Zr et 95Nb). Dans tous les échantillons de sols et de plantes, l'iode et le césium radioactifs dominaient quantitativement, avec le lanthane (140La) et le strontium (90Sr). Des produits d'activation et de fission ont donc bien été diffusés précocement dans l'air et l'environnement (dès le premier mois suivant le tremblement de terre), probablement émis lors des explosions, mais aussi lors des opérations de purge destinées à éviter la surpression de réacteurs ou des explosions d'hydrogène. C'est surtout dans les sols et les plantes que ces radionucléides ont été retrouvés et moins dans les échantillons d'eau. Pour le neptunium (Np 239), le sol du village de Iitate était aussi contaminé que les abords immédiats de la centrale (plus de 1000 Bq/kg de sol) et plus que les sols de la zone périphérique de la centrale ; pour les échantillons mesurés, les plantes en contenaient significativement plus que le sol (jusqu'à 10 fois plus).

#### Contamination radioactive du sous-sol
Le 28 mars 2011, la commission japonaise de sûreté nucléaire a demandé à TEPCO d'effectuer des mesures de radioactivité de l'eau accumulée dans les caves des bâtiments des turbines, mais aussi d'effectuer des sondages dans le sous-sol à proximité des bâtiments, afin de détecter une éventuelle contamination souterraine d'eaux de nappe. TEPCO a mis en place (à partir du 5 avril 2011), parallèlement aux mesures de contamination marine, un suivi des eaux souterraines (trois radionucléides dosés trois fois par semaine), conformément aux instructions de la NISA (du 14 avril 2011).
Les prélèvements faits en avril 2011 dans le sous-sol près des six bâtiments des turbines contenaient tous de l'Iode 131, du césium 134 et du césium 137, avec une tendance à la hausse pour le césium et un plateau après une hausse jusqu'à 1 000 Bq/cm3 (le 13 avril) pour l'iode. Les assemblages n'ont pas été dénoyés.

### Premiers effets sur les écosystèmes terrestres?
Selon un article publié dans Scientific Reports, des papillons Zizeeria maha ou Pseudozizeeria maha de la famille des lycénidés nés aux environs de la centrale de Fukushima Daiichi dans les mois ayant suivi la catastrophe, ainsi que leurs descendants élevés en laboratoire présentent des anomalies génétiques et de conformation (taille des ailes réduites et malformation des yeux) chez 12 % des individus exposés à la radioactivité à l'état de chenille deux mois après l'explosion. La mutation n'est pas récessive, puisque touchant 18 % de la génération suivante selon Joji Otaki, et 34 % de la troisième génération alors même que les chercheurs avaient accouplé les papillons mutants avec des partenaires a priori sains et non-exposés venant d'autres régions.
De plus, la durée d'exposition semble aggraver le phénomène puisque 52 % des descendants papillons provenant d'un lot capturé sur le même site six mois après le désastre présentaient cette anomalie dont la radioactivité semble bien être la cause :  une exposition en laboratoire à de faibles doses de radioactivité chez des papillons sains a provoqué la même proportion d'anomalies que celle constatée dans la 1re génération de papillons nés et dont les chenilles se sont alimentées près de cette centrale.
Ce petit pollinisateur (dont la plasticité phénotypique est connue) est pour les biologistes une espèce-modèle considérée (comme la plupart des papillons sauvages) comme bioindicatrice de la qualité de l'environnement et la biodiversité, avec un protocole établi pour cette espèce en 2010 (avant l'accident). La bioindication concernant les faibles doses n'est qu'à ses débuts et reste d'interprétation complexe, et mi-2012, le Japon n'a pas fait état d'autres phénomènes de ce type, précisent les auteurs de l'étude.

### Conséquences sur les écosystèmes marins
La mer a été polluée de deux manières : 
1. elle a reçu l'essentiel du panache radioactif aérien déporté vers l'océan, dont 27 000 térabecquerels de mars à juillet 2011 pour le seul césium 137, selon une évaluation de l'IRSN[254]. Dans plus de 100 échantillons d'eau de mer collectés dans le Pacifique Nord en avril et mai 2011 du 137Cs a été détecté dans tous les échantillons, et du 134Cs a été détecté dans la plupart (radioactivité de 1 à 1 000 Bq m− avec des ratios d'activité 134Cs/137Cs proches de 1, ce qui est la signature du radiocésium de cet accident[255].
2. elle a reçu directement ou de manière retardée, une grande partie de l'eau utilisée pour refroidir les réacteurs[256] et issue des fuites persistantes, qui suscitent des inquiétudes quant aux conséquences sanitaires et écologiques[257].

Le 21 mars 2011, une radioactivité élevée est signalée en mer près de la centrale par TEPCO : les taux d’iode 131 et de césium 134 sont respectivement 126,7 fois et 24,8 fois plus élevés que la norme japonaise. Le césium 137 est 16,5 fois plus présent que la normale. Naoki Tsunoda (responsable de TEPCO) considère alors que cette radioactivité ne menace pas directement la santé humaine, mais qu'elle pourrait affecter la vie et les milieux sous-marins. Le lendemain (22 mars 2011), à 100 m au large de la centrale le taux d'iode 131 est encore 126,7 fois supérieur aux normes fixées (à 0,04 Bq/cm3) par le gouvernement japonais,, et le césium 134 est 24,8 fois plus présent que le niveau “normal”. Le lendemain (23 mars) des échantillons sont prélevés en huit points différents plus au large (à 30 km des côtes) par le Ministère des sciences et ce même 23 mars, à 100 m de la centrale, des prélèvements d’eau de mer révèlent des niveaux en iode 131 de l'ordre 4 Bq/cm3 (100 fois supérieurs à la norme japonaise). Les pêcheurs sont informés qu'ils ne pourront plus pêcher localement si la radioactivité dépasse les normes dans les produits de la mer.
Le 26 mars 2011 vers midi, l'Agence japonaise de sûreté nucléaire publie le taux d'iode 131 relevé la veille par TEPCO en aval de l'« émissaire-sud » de la centrale : 50 000 Bq/l, soit 1 250 fois la norme légale en mer (40 Bq/litre). Le porte-parole de l'Agence précise que « si vous buvez 50 centilitres d'eau courante avec cette concentration d'iode, vous atteignez d'un coup la limite annuelle que vous pouvez absorber ; c'est un niveau relativement élevé ». La concentration de césium 137, (dont la demi-vie ou période radioactive est de 30 ans) dépassait de 80 fois la limite légale selon Le Point et le césium 134 la dépassait de 117 fois. Le baryum 140 dépassait de 3,9 fois la norme. Devant l'émissaire-nord, l'iode 131 dépasse la norme de 283 fois et le césium 134 de 28 fois. Le césium 137 dépasse de 18,5 fois la norme.
L'iode radioactif est susceptible d'être rapidement bioconcentré par le plancton et les algues, puis par des organismes marins filtreurs (coquillages tels que moules et huîtres).
Le 27 mars 2011, la radioactivité de l'eau de mer à 300 mètres au large du réacteur 1 augmente encore, dépassant la normale de 1 850 fois, soit une teneur multipliée par plus de dix en cinq jours, et plus au large. Le 25 mars 2011, devant les émissaires de la centrale, l'eau présentait aussi une augmentation de la radioactivité, légère, sauf pour l'iode (10 fois le seuil).
Un expert de l'IRSN estime que « l'eau contaminée sera très difficile à traiter, car on ne peut pas la mettre dans des camions-citernes et tant qu'elle est là, le travail ne peut pas reprendre » et que cette eau a déjà « commencé à s'échapper ». Le 28 mars, l'ASN relève une eau chargée en iode 131 à un niveau 1 150 fois supérieur à la norme légale, à 30 mètres des réacteurs 5 et 6, situés au nord du complexe Fukushima Daiichi. Une eau contaminée à plus de 1 Sv/h est trouvée « dans des puits de regard d'une tranchée souterraine débouchant à l'extérieur du bâtiment » du réacteur no 2. De l'eau fortement radioactive aurait pu, selon Tepco, avoir ruisselé jusqu'à la mer, située à 60 m du bâtiment. Le 30 mars, le même niveau à 300 m des réacteurs plus au sud atteint 3 355 fois la norme.
Le 31 mars 2011, la radioactivité marine devient alarmante et semble continuer à s'accroître ; 4 385 fois supérieur à la norme légale à 300 mètres au sud de la centrale nucléaire Daiichi pour le seul iode radioactif, ce qui est confirmé deux jours après (2 avril) par le ministère de la Science qui détecte à proximité immédiate de la centrale, une radioactivité de 300 GBq/m3 pour l'iode 131, soit 7,5 millions de fois la norme maximale.
Le 5 avril 2011, TEPCO annonce mesurer 1 000 mSv/h dans l'eau près du rivage, avec un taux élevé d'iode 131, alors qu'il a commencé à rejeter dans le Pacifique, durant environ cinq jours, quelque 11 500 tonnes d'eau « faiblement radioactive » (plus de 100 fois la normale) pour libérer des réservoirs afin de les utiliser pour une eau beaucoup plus contaminée.
Le 4 avril 2011, l'IRSN publie une note d'information sur les conséquences des retombées radioactives dans le milieu marin. Alors qu'une partie des radionucléides est soluble, une autre partie ne l'est pas, ce qui entraîne une fixation de la radioactivité sur les particules solides en suspension dans l'eau selon affinité et, par la suite, au niveau de la sédimentation des fonds océaniques atteints. L'IRSN appelle en 2011 à surveiller les sédiments littoraux, contaminés pour plusieurs années au ruthénium 106 (106Ru) et au césium 134 (134Cs) (voire au plutonium, dont la présence n'était toutefois pas établie au 4 avril 2011). Les produits de la mer sont aussi contaminés et à surveiller, dont ceux des installations aquacoles du littoral Est. La bioconcentration des radionucléides est plus ou moins importante selon les espèces (par exemple, les algues stockent 10 000 fois plus) que dans l'eau de mer. Selon l'IRSN et l'ASN (2013), le Japon a mis en œuvre cette surveillance et a localement interdit la pêche (d'abord sur 20 km autour de la centrale, interdiction ensuite réduite à 5 km fin août 2012). Les NMA ont été abaissés, entraînant de nouveaux dépassements des nouvelles normes pour plusieurs espèces de poissons, et chez les palourdes et les oursins.
Dans les deux ans qui ont suivi les retombées de l'accident, des poissons, coquillages et crustacés ont été pêchés en mer et en rivières de la préfecture de Fukushima avec des taux très élevés de césium, notamment dans le port de Fukushima ou à ses abords (fréquemment plusieurs milliers de Bq et jusqu’à plusieurs dizaines, voire centaines de milliers de Bq/kg (740 000 Bq/kg pour le radiocésium d'un poisson, soit 7 400 fois la norme japonaise qui est depuis le 1er avril 2012 de 100 Bq/kg pour la somme du 134Cs et du 137Cs)… Cela a incité à élargir les zones de « restrictions de mise sur le marché » aux ports des préfectures de Miyagi (au nord) et d'Ibaraki (au sud).
De premières modélisations montrent que tout le littoral oriental (des latitudes 35°30'N à 38°30'N) est concerné par la dispersion des radionucléides, davantage contenus au Nord par le courant Kuroshio. Sur la durée, les radionucléides à période plus longue sont appelés à gagner le centre du Pacifique et même l'Ouest du Pacifique Sud, où ils subsisteront 10 à 20 ans au maximum en prenant en compte le temps de transport ; le Sud de l'Atlantique serait épargné.
En 2011, le bilan des rejets était flou ; le 9 septembre 2011, l'Agence japonaise de l'énergie atomique a annoncé que la pollution du Pacifique en mars-avril avait été sous-estimée d'un facteur 3. Ce sont 15 térabecquerels de césium 137 et d'iode 131 qui auraient ainsi pollué le Pacifique du 21 mars au 30 avril 2011 avec une dilution qui devrait être terminée vers 2018 selon une modélisation.
Les données disponibles montrent une pointe de rejets directs en mer début avril (un mois après le séisme), puis une diminution d'un facteur 1 000 le mois suivant, mais les concentrations sont restées jusque fin juillet plus élevées qu'attendues, ce qui indique qu'il y a eu des fuites non maîtrisées provenant des réacteurs ou d'autres sources contaminantes (relargage à partir des eaux souterraines et de sédiments côtiers ?). En juillet, les niveaux de 137Cs dépassaient encore de 10 000 fois ceux mesurés avant l'accident (en 2010) au large du Japon. Le 23 juillet 2012, pour la première fois depuis l'accident, des fruits de mer de la région (des poulpes) sont vendus sur un marché de gros. Tous les poulpes portaient un certificat d'absence de radioactivité émis par l’association des pêcheurs de la préfecture de Fukushima. Cependant, des lottes pêchées le 1er août au large de la centrale (20 km) révèlent un taux de 25 800 becquerels de césium par kilogramme, soit 258 fois plus que la limite fixée par le gouvernement.
Une étude publiée dans la revue Science le 26 octobre 2012 montre que la contamination de la plupart des poissons et crustacés pêchés aux alentours de Fukushima ne baisse pas. 40 % des espèces restent impropres à la consommation, selon les normes japonaises. Ceci pourrait être lié à des fuites qui se poursuivent, à des phénomènes de bioaccumulation liés à la contamination des sédiments (le césium se fixe sur les sédiments vaseux plutôt que sableux et reste donc facilement remobilisable et contaminant pour la matière organique). Durant un certain temps, les poissons radioactifs ramenés à terre par les pêcheurs seront pesés et rejetés en mer, avec compensation financière fournie par TEPCO.
En 2013, le bilan des rejets reste difficile à établir, mais l'autorité de sûreté nucléaire déclare une situation d'urgence devant l'incapacité de Tepco à maîtriser les rejets. Un bar a par exemple été pêché avec une quantité de césium radioactif mesurée à plus de 1 000 Bq/kg, mais surtout les fuites vers la mer ne sont pas définitivement éliminées, probablement via la contamination de la nappe phréatique où des niveaux de 22 000 becquerels par litre d'eau (Bq/L) pour le césium 137 et 11 000 Bq/L pour le césium 134 peuvent être mesurés : la barrière souterraine construite en verre liquide pour empêcher la contamination de la nappe de migrer vers la mer ne semble pas efficace ; le 31 juillet 2013 Tepco mesurait une activité de 2 400 000 Bq/L pour le tritium dans la nappe phréatique, à 1 mètre de profondeur près de l'unité 2 (soit 2 400 Bq/cm3) et 4 600 000 Bq/L (4 600 Bq/cm3) à 13 m de profondeur. Les taux de césium 134 et de strontium sont également très élevés sans que l'opérateur ne puisse en déterminer précisément l'origine. Près de l'unité 2 à 13 m de profondeur, TEPCO a relevé une activité de 4 600 000 Bq/L pour le tritium (soit 4 600 Bq/cm3), avec une teneur en chlore élevée (7 500 ppm) et une activité très élevée pour le césium : 300 000 000 Bq/L (300 000 Bq/cm3) pour le césium 134 et 650 000 000 Bq/L (soit 650 000 Bq/cm3) pour le césium 137. TEPCO, malgré ses obligations, avait omis d'informer la NRA de l'existence de ces problèmes avec la barrière de « verre liquide » de 100 m de long et 16 m de profondeur) qui devait empêcher la nappe polluée d'atteindre l'océan.
Radiocésium : Le 134Cs de Fukushima a été utilisé comme traceur, car il était indétectable dans le biote du Pacifique avant l'accident de Fukushima. Il a apporté des informations sur la dilution des rejets, mais aussi sur la migration des thons rouges du Pacifique qui voyagent du Japon aux États-Unis, via le courant de Californie). Il se concentre dans les organes mous, dont le foie et les muscles. Les muscles blancs de thons provenant des abords du Japon en 2011 contenaient un peu de 134Cs (0,7 ± 0,2 Bq/kg en moyenne) et nettement plus de 137Cs (2,0 ± 0,5 Bq/kg), mais après un an passé dans le courant de Californie, la plupart des thons les plus grands et plus âgés ne présentaient plus d'excès en 134Cs et seulement un peu de 137Cs. Un an passé dans le courant leur permettrait donc de retrouver des niveaux « pré-Fukushima ». Les taux de radiocésium de ces thons étaient en 2012 deux fois moins élevés qu'en 2011 et bien en dessous des normes sanitaires. Du 134Cs a été détecté dans tous les thons migrants récents venant de cette région en 2012, ce qui confirme l'idée qu'ils soient un traceur intéressant.
Le césium particulaire issu d'un panache de pollution perdure longtemps dans les couches supérieures de l'océan. Ainsi en 1986, un mois après le passage du nuage de Tchernobyl, la quasi-totalité (99,8 %) des retombées de césium était encore située dans les 200 premiers mètres de la mer. Le césium gagne le fond avec la pluie de phytoplancton mort (neige marine) et les pelotes fécales sécrétées par le zooplancton, mais peut aussi être localement remonté par le zooplancton ou par des courants de type upwelling (où l'on trouve généralement le plus de poissons) ou circuler via le réseau trophique. L'absorption du césium par le plancton peut considérablement allonger son temps de suspension avant la sédimentation.
Une fois au fond de la mer, selon P. Germain (de l'IPSN)[réf. nécessaire], il se fixe plus facilement dans les vases marines ou d'eau douce, et sur les particules riches en aluminium. Les microbes peuvent alors interférer avec lui. Les cyanophycées et les tapis de microalgues peuvent contribuer à son « cyclage » (sa remobilisation dans l'écosystème marin ou plus encore dulcaquicole). Il se comporte comme ion soluble dans le cytosol du homard, de l'huître et de l'anguille, et il s'associe plutôt aux protéines de poids moléculaire élevé ou moyen. Il est beaucoup plus bioassimilable dans l'eau douce que dans les eaux salées (de plusieurs ordres de grandeur), et pour des algues d'eau douce, la présence d'ions sodium (en estuaire, chez chlorella salina, par exemple) augmente fortement l'absorption de césium avec la salinité (il est absorbé via la pompe à potassium). Sa bioaccumulation par les mollusques et crustacés est inversement proportionnelle à la salinité du milieu.

### Conséquences sanitaires dans le monde

Le 21 mars 2011, le panache radioactif aborde le nord de la Grande-Bretagne et les pays scandinaves.

Météo-France a réalisé une modélisation de la dispersion des rejets radioactifs dans l'atmosphère, en prenant le césium 137 comme élément représentatif. Il en ressort que seul l'hémisphère nord a été concerné. Le panache s'est déplacé d'ouest en est. Il a atteint la côte Ouest des États-Unis le 16 mars 2011, puis la côte Est entre le 18 et le 19 mars. Les polluants ont atteint les Antilles françaises à partir du 21 mars et Saint-Pierre-et-Miquelon à partir du 23 mars. Toutefois les concentrations étaient trop faibles pour que les sondes du dispositif de mesure du rayonnement ambiant en détectent le passage. À partir du 22 mars, le panache aborde le nord de la Grande-Bretagne puis les pays scandinaves où de l’iode 131 a été mesuré dans l’air à Stockholm, Umeå et Kiruna en Suède, à une concentration inférieure à 0,30 mBq/m3, ainsi qu’en Finlande (moins de 1 mBq/m3). Le panache redescend ensuite sur l'Europe continentale et atteint la France le 24 mars où de l'iode 131 est mesuré à des concentrations variant entre quelques dixièmes de mBq/m3 et quelques mBq/m3. Du césium 134, du césium 137 et du tellure 132 ont également pu être détectés à des concentrations de quelques centièmes de mBq/m3. Dans la dernière semaine de mars, le panache s'est ensuite déplacé vers l'Asie, où des concentrations similaires à celles en Europe ont pu être mesurées en Chine et en Corée.
Parmi les polluants émis, seuls les isotopes radioactifs du césium (césium 137 et césium 134) peuvent subsister durablement dans l’air, probablement sur plusieurs mois, avec des concentrations baissant progressivement. Toutefois les concentrations en Europe ou en Asie étant très faibles, l'Institut de radioprotection et de sûreté nucléaire (IRSN) juge inexistant le risque pour la santé pour des personnes exposées à cet air pollué.

## Conséquences économiques
La société TEPCO, à la fois propriétaire et exploitant du site, a annoncé qu'elle verserait un acompte symbolique de 180 000 euros à chaque municipalité touchée, et de 8 000 euros à chacun des foyers des 80 000 personnes vivant dans le périmètre des vingt kilomètres. La société choisit avec le gouvernement local les indemnités à verser aux sociétés, exploitants agricoles et pêcheurs touchés (la pêche est notamment interdite dans un périmètre de vingt kilomètres autour de la centrale). Les acomptes devaient être versés dans les mois suivant l'accident nucléaire. Compte tenu des sommes à engager et du nécessaire renflouement financier de TEPCO par l'État japonais, la société annonce en janvier 2012 qu'elle accepte cette somme de 10 milliards d'euros, qui conduit à une nationalisation pour au moins dix ans de la société, laquelle prévoit en parallèle une hausse de 17 % de ses tarifs pour limiter ses pertes.
Le 7 novembre 2012, la compagnie TEPCO annonce que le coût de la catastrophe de Fukushima, initialement évalué à 50 milliards d'euros, pourrait être doublé et atteindre 100 milliards d'euros. Ce montant inclut le dédommagement des populations et la décontamination d'une zone restreinte. La compagnie précise que, si cette zone venait à être étendue et qu'on lui demandait de construire des sites de stockage de déchets radioactifs, ce coût pourrait à nouveau doubler. La compagnie demande aussi à être à nouveau privatisée et à pouvoir continuer à fournir de l’électricité afin de faire face à ces dépenses.
En août 2014, une mise à jour par un professeur de l'Université Ritsumeikan des calculs du coût de la catastrophe de Fukushima, initialement évalué à 42 milliards d'euros par le gouvernement, porte cette évaluation à 80 milliards d'euros, dont 36 d'indemnisations,  26 de frais de décontamination des alentours de la centrale et de stockage des déchets résultants et 15,8 de coûts directement liés à la gestion de la situation au sein du complexe atomique (eau contaminée, etc.) et au démantèlement des réacteurs saccagés, le solde étant constitué de dépenses administratives ; ce calcul ne prend pas en compte les coûts indirects, tels que les 15 milliards d'euros prévus pour la mise en conformité des autres installations nucléaires du pays à la suite de la révision des normes de sûreté.
Fin 2013, le ministre japonais de l'Économie et de l’Industrie annonce un coût de 11 000 milliards de yens (92 milliards d’euros subdivisés en 5 400 milliards de yens (45 milliards d’euros) pour l’indemnisation des victimes, 2 500 milliards de yens (21 milliards d’euros) pour le travail de décontamination, 1 100 milliards de yens (9,2 milliards d’euros) pour la construction d’un lieu de stockage et 2 000 milliards de yens (17 milliards d’euros) pour le démantèlement de la centrale.
En novembre 2016, le gouvernement japonais a doublé ses prévisions pour l'indemnisation des victimes et pour le démantèlement, portant le coût de la catastrophe à 170 milliards d'euros. En 2017, ce coût est porté à 193 milliards euros (21 500 milliards de yens)[réf. incomplète].

### Indemnisation
Les indemnisations sont cadrées par le Dispute Reconciliation Committee for Nuclear Damage Compensation,. Le 3 août 2011, une loi spéciale a prévu un Fonds d’indemnisation spécifique des conséquences de l’accident. Ce Fonds a été créé le 12 septembre 2011, et doté le 28 octobre 2011 de 560 milliards de yens (environ 6 milliards d'euros).
À la mi-2014, ce Fonds a versé près de 5 000 milliards de yens (36 milliards d'euros) ; son plafond a donc été relevé de 5 à 9 000 milliards de yens (65 milliards d'euros). Cependant, le système d'indemnisation a montré ses limites: les procédures d'indemnisation des personnes ayant été contraintes de quitter la zone d'exclusion sont longues et complexes, et les sommes octroyées ne représentent généralement qu'une fraction de la valeur du logement quitté ou des biens perdus.
Le 17 mars 2017, le tribunal de Maebashi juge le gouvernement japonais et la compagnie d'électricité TEPCO coupables de négligence, et les condamne à verser 38,6 millions de yens (316 000 euros) à 62 des 137 plaignants. Le tribunal estime que le désastre nucléaire aurait pu être évité si le gouvernement, qui en avait la complète autorité, avait ordonné à Tepco de prendre des mesures de prévention.
En février 2018, un tribunal de la région ordonne le paiement de 15,2 millions de yens (près de 115 000 euros) de dommages et intérêts à la famille de Fumio Okubo, un homme de 102 ans qui s'est suicidé en 2011 parce qu'il ne supportait pas de quitter sa maison après l'accident.
L’avocat Izutarō Managi estime à plus de 10 000 le nombre de plaignants impliqués dans les recours collectifs en cours contre TEPCO et l'État en 2018. Il représente à lui seul 4 200 victimes dans le plus grand de ces procès.
Le 20 février 2019, le tribunal de district de Yokohama condamne le gouvernement et TEPCO à verser 419,6 millions de yens (soit 3,4 millions d'euros) à 152 résidents évacués. C'est la cinquième fois qu'une décision judiciaire impute en partie au gouvernement la responsabilité de cette catastrophe.

### Assurances
Le niveau de couverture exigé est variable selon les pays. Au Japon, il n'y a pas de limites maximales financières dans la responsabilité de l'exploitant. Selon Le Monde, « la centrale de Fukushima n'était plus assurée depuis août 2010 et les risques en responsabilité civile couverts à la marge ». De plus, la police d'assurance de l'exploitant des centrales japonaises exclurait les dégâts liés à des tremblements de terre ou à des tsunamis.
Sur le plan international, l'assurance des accidents nucléaires fait l'objet de la « Convention de Paris du 29 juillet 1960 ». Les exploitants du nucléaire doivent s'assurer auprès du pool d'assureurs Assuratome, mais cette mutualisation leur assure des provisions insuffisantes en cas d'accident majeur ; par exemple, le nucléaire français dispose d'une capacité d'intervention d'Assuratome de 541 millions d'euros (qu'il est prévu de porter à 700 millions d'euros, ce qui est bien moins que le coût des dégâts induits par un accident nucléaire majeur, de catégories 6 ou 7 sur l'échelle INES). À Fukushima, les indemnisations nécessaires devraient être de plusieurs fois le montant maximum d'indemnités qu'Assuratome pourrait apporter. L'assurance des accidents nucléaires est donc spécifique, avec une gestion partagée entre l'exploitant de centrale et les États concernés, c'est-à-dire les citoyens et donc les contribuables.
Le 23 mars 2011, l'agence Jiji a annoncé que les banques japonaises allaient prêter 2 000 milliards de yens (soit 17,4 milliards d'euros) à l'opérateur TEPCO ; pour l'aider à réparer les centrales endommagées et démanteler la centrale de Fukushima. Pour la seule année financière 2011 en cours, TEPCO a besoin de 8,6 milliards d'euros. Sans le secours de l'État, la compagnie serait très vite en banqueroute, et donc toute la production électrique de son territoire (Tokyo et un peu autour) compromise. Certains analystes évaluent les préjudices à 86 milliards d'euros, sans tenir compte des coûts pour les effets à long terme.

### Spéculation sur le yen et déficit de la balance commerciale
Avant le séisme et l'accident nucléaire, le Japon souffrait d'un yen trop fort, qui limitait ses capacités d'exportation et provoquait des inquiétudes de la part des investisseurs. Il avait prévu un programme de rachats d'actifs et de vente du yen pour 5 000 milliards de yen (soit 40 milliards d'euros) et d'assouplissement budgétaire qui commençait à faire sentir ses effets psychologiques, malgré le risque de creusement du déficit public frôlant les 10 % du PIB. Toutefois, à la suite de la catastrophe, les spéculateurs se sont portés massivement sur l'achat sur le yen, espérant sa hausse, en raison des besoins de l'économie de rapatrier des devises pour faire face à la reconstruction et indemniser les assurés. Le 15 mars, la Banque du Japon revend massivement des yens pour 18,5 milliards d'euros, tandis que la Réserve fédérale américaine procède à des ventes pour 50 milliards de dollars, afin d'enrayer cette spéculation. Le 4 août, l'État, via la Banque Japon, vend de nouveau sur le marché 4 500 milliards de yen, soit 40 milliards d'euros, pour tenter d'enrayer la hausse. La mesure se révélant insuffisante, il réitère l'opération le 31 octobre 2011. L'ensemble de ces mesures ne parvient pas à faire échec à la spéculation, même si cette hausse aide à limiter le coût des importations supplémentaires de pétrole (+15 %) et de gaz (+76 %) à la suite de l'arrêt de nombreux réacteurs. Les exportations des entreprises s'en ressentent fortement, faisant craindre à terme leur disparition dans le secteur manufacturier, et entraînent un déficit de la balance commerciale, alors que traditionnellement celle-ci est excédentaire. À fin 2011, ces facteurs ont généré une diminution de la bourse de 20 %, en raison à la fois de la chute des profits des entreprises, et d'une anticipation de la poursuite de leurs difficultés couplée à un ralentissement généralisé de l'activité économique.
En 2011, le nombre de touristes venus visiter le Japon a chuté de près de 30 % (-27,8 %) sur l'année.

### Mesures de contrôle des importations par des pays tiers
Jeudi 17 mars, le Rapid Alert System for Food and Feed (RASFF) de l'Union européenne recommande aux États membres d'effectuer des contrôles de radioactivité sur les aliments en provenance du Japon.
Dès le 21 mars, de nombreux États renforcent leurs contrôles, voire bloquent les importations de produits alimentaires japonais. Le Ministère de la Santé de Taïwan décide de renforcer les contrôles de radioactivité sur les importations de fruits frais et congelés, de légumes, de produits de la mer, de produits laitiers, d'eau minérale, de nouilles instantanées, de chocolat et de biscuits issus de l'archipel nippon. Les États-Unis interdisent les importations japonaises de produits laitiers, de fruits et de légumes frais en provenance des préfectures de Fukushima, d'Ibaraki, de Tochigi et de Gunma, à moins que ces produits soient déclarés sains. De plus, la FDA contrôle davantage toutes les importations alimentaires du Japon. L'Europe impose des mesures de contrôle pour certains produits alimentaires importés, dont des aliments pour animaux originaires ou en provenance du Japon.
La France, qui avait imposé le contrôle des poissons et coquillages dès la semaine précédente, exige le 23 mars de la part de la Commission européenne un « contrôle systématique » sur les importations de produits frais japonais aux frontières de l’Union européenne. Selon Xavier Bertrand, le gouvernement a demandé à « la Direction générale de l’alimentation, les services des douanes, du ministère de l’environnement, du ministère de l’agriculture et de l’alimentation et du ministère de l’économie et de la consommation » d'effectuer des contrôles sur les produits frais provenant du Japon.
Le 25 mars 2011, la Commission européenne a été informée du fait que les taux de radionucléides décelés dans certains produits alimentaires originaires du Japon, tels que le lait et les épinards, dépassaient les seuils de contamination en vigueur au Japon pour les denrées alimentaires.
La Commission européenne a en conséquence décidé d’appliquer des mesures préventives de contrôle sanitaire à l’importation. Des contrôles obligatoires préalables à l'exportation sont imposés aux denrées alimentaires et aux aliments pour animaux originaires des préfectures touchées et de la zone tampon, et des tests aléatoires sont préconisés sur celles originaires de l'ensemble du territoire japonais. Les niveaux maximaux admissibles de contamination sont ceux fixés par le règlement (Euratom) no 3954/87 du Conseil du 22 décembre 1987. Selon l'organisation de consommateurs allemande foodwatch, cette mesure aurait (dans les faits, sinon dans le texte) relevé les plafonds de radioactivité sur les produits alimentaires importés du Japon, qui étaient jusqu'alors implicitement soumis au règlement Euratom no 733/2008 mis en place pour Tchernobyl.
Le 14 juin 2011, un lot de 162 kg de thé vert en provenance de la province de Shizuoka au Japon a été contrôlé comme radioactif à l'aéroport de Roissy par les services de la DGCCRF : une concentration de 1038 becquerels par kilogramme été détectée, contre les 500 normalement autorisés. Le lot a immédiatement été mis sous séquestre en attente de nouvelles études, tout comme l’ensemble de la cargaison, qui contenait divers thés japonais.
En France, les ouvriers de l'usine automobile Toyota à Onnaing ont émis des doutes quant aux risques de radioactivité des pièces détachées spécifiques issues du Japon. Selon la direction, aucune pièce ne devait être fournie avant cinq semaines, le transport se faisant par bateau ; cependant des pièces japonaises fabriquées après la date de la catastrophe ont été remarquées dans l'usine. Face aux protestations, la direction a procédé à des mesures sur ces pièces importées.

## Conséquences sur l'industrie nucléaire

### Conséquences sur l’industrie nucléaire au Japon
La catastrophe a entraîné une nouvelle orientation de l'opinion et des politiques menées vis-à-vis du nucléaire. Le nombre de réacteurs en activité a été considérablement réduit, du fait d'inspections à la suite de la catastrophe et de maintenances, mais aussi d'une hostilité de la population et des autorités locales à leur redémarrage. Le gouvernement a décidé d'abandonner la construction de nouvelles centrales avec pour objectif la réduction à terme de la part du nucléaire dans la consommation énergétique du Japon, au bénéfice des énergies renouvelables. Il a également été décidé d'une réorganisation de l'autorité administrative de la sûreté nucléaire, jugée trop proche des instances économiques et d'une nationalisation de Tepco, exsangue financièrement.
Le 14 septembre 2012, à la suite de la catastrophe nucléaire de Fukushima Daiichi, le gouvernement japonais décide de sortir du nucléaire dans le courant des années 2040 dans le cadre d'une nouvelle stratégie en matière de production énergétique,. En septembre 2013, les réacteurs nucléaires encore en activité sont mis à l'arrêt.
Le premier ministre, Shinzo Abe, plaide cependant pour une relance des réacteurs jugés fiables, faisant valoir que l'énergie nucléaire, dont le coût est relativement faible, représenterait un soutien au redressement de l'économie du pays. Le 11 août 2015, la Commission de réglementation de l'énergie nucléaire autorise la mise en marche du réacteur Sendai 1. Celle-ci est cependant interrompue le 21 août après la détection d'un problème technique. Le réacteur Sendai 1 a repris le 10 septembre un fonctionnement normal.

#### Centrale de Fukushima Daiichi
Les cœurs de certains réacteurs ont été endommagés par l'accident : 70 % pour le réacteur no 1, 33 % pour le réacteur no 2 et partiellement pour le réacteur no 3 selon les premières investigations de Tepco établies en mars 2011. Il reste difficile de savoir si du combustible fondu a pu s'agglutiner au fond des enceintes et dans quelle quantité, mais les modélisations montrent qu'il est désormais fortement probable que les coriums aient traversé les cuves pour se répandre au minimum jusqu'au niveau du radier. Selon les inspecteurs de l’AIEA, les résultats des calculs indiquent que le cœur du réacteur no 1 aurait fondu trois heures après le séisme, et percé la cuve deux heures après, le cœur no 2 aurait commencé à fondre 77 heures après le séisme en perçant la cuve trois heures après et le cœur no 3 aurait fondu 40 heures après le séisme et percé sa cuve 79 heures après. Cependant, les résultats de ces calculs n'ont pas encore pu être confirmés in situ.
Mi-décembre 2011, les réacteurs sont tous à l'arrêt froid. Selon la définition revue en juillet par le Japan Atomic Industrial Forum (en) (JAIF), cela correspond à une situation où la température à la base de la cuve du réacteur et dans l'enceinte de confinement est généralement inférieure à 100 °C, où les fuites de matériaux radioactifs de la cuve du réacteur sont sous contrôle, et où l'exposition du public à des émissions additionnelles reste maintenue à un bas niveau, avec une cible de 1 mSv/an sur le site. La durée nécessaire au démantèlement de la centrale est évaluée à 40 ans mais pourrait être plus longue. Selon Le Monde, ses fuites n'étaient toujours pas stabilisées en août 2013, plus de deux ans après l'accident, et les travaux de retrait du combustible usé de la piscine no 3 en 2019 s'avèrent plus complexes que prévu, entraînant le décalage d'autres travaux de quatre à cinq ans.

#### Programme nucléaire japonais
En juillet 2011, l’ancien premier ministre, Naoto Kan, évoque la possibilité à terme d’un abandon total du nucléaire sur le sol nippon, puis son successeur Yoshihiko Noda infléchit cette position, en visant « une réduction aussi forte que possible de la dépendance à l’énergie nucléaire à moyen ou long terme ». Il annonce le retour à l’exploitation des centrales existantes qui auront passé les tests de sécurité, précise que la construction de nouvelles usines « serait difficile », et que le sort des usines prévues ou en construction serait à envisager au cas par cas. À l’inverse, les autorités et représentants de l'industrie nucléaire ont manifesté leur volonté de continuer les constructions à l’export.
Fin janvier 2012, seuls cinq des 54 réacteurs sont encore en activité, et en septembre 2013 ils sont tous arrêtés. Les autorités locales hésitent en effet à autoriser le redémarrage des unités à l'arrêt pour maintenance devant les réticences de la population. Pour faire face à la demande en électricité, des centrales thermiques sont remises en exploitation par les différents opérateurs.
En 2015, le gouvernement souhaite que la production nucléaire couvre de 20 à 22 % de la production d’électricité à l’horizon 2030 au lieu des 50 % prévus avant la catastrophe de Fukushima. Avant 2011, le nucléaire représentait 29 %. Pour parvenir à son nouvel objectif, le Japon prévoit de développer ses énergies renouvelables en faisant grimper la part du solaire, de l’éolien et de l’hydroélectricité de 10 % en 2014 à 22-24 % de la production électrique à l’horizon 2030.
Août 2015 voit le début timide du redémarrage de l'industrie nucléaire nippone après de grands travaux d'amélioration de la sûreté, une mise aux normes post-Fukushima et une réforme du gendarme du nucléaire japonais, la Commission de réglementation de l'énergie nucléaire (NRA). La Compagnie d'électricité de Kyushu redémarre le réacteur Sendai 1, à Satsumasendai dans le sud-ouest de l’archipel. La NRA donne son autorisation définitive au rallumage des deux réacteurs de Sendai en mai 2015. Sendai 2 redémarre en septembre, et trois autres réacteurs devaient suivre. Selon un sondage réalisé par le quotidien Mainichi shinbun auprès de 1 000 personnes, 57 % sont contre la relance de Sendai et 30 % la soutiennent.
En février 2016, la compagnie Kansai Electric Power redémarre les unités 3 et 4 de la centrale de Takahama, mais un tribunal, saisi par un groupe de riverains, décide de l'arrêt des deux réacteurs quelques semaines après, le juge estimant que la compagnie n’avait pas fourni suffisamment d’explications sur les mesures de sûreté. La Haute Cour de justice d’Osaka invalide cette décision en mars 2017.
En avril 2017, sur 42 réacteurs restants dans l’archipel (contre 54 avant le drame de Fukushima), seuls trois sont en service : Sendai 1 et 2, et Ikata 3. En mars 2021, 9 réacteurs sont opérationnels. 
Au 3 mai 2021, sur un parc de 33 réacteurs opérationnels, seuls 7 sont en fonctionnement et 26 sont définitivement arrêtés.

### Conséquences sur l'industrie nucléaire dans le monde
Cet événement a mis en lumière la vulnérabilité de certains réacteurs nucléaires japonais, notamment les plus vétustes et ceux construits sur la côte Est plus exposés aux séismes, manifestement insuffisamment préparés à un tel scénario. Il a influé sur les politiques énergétiques des grandes puissances nucléaires, pour certaines amenées à reconsidérer la part du nucléaire dans leur production énergétique, et la fiabilité de certains équipements, particulièrement face aux risques majeurs. Le choc provoqué par l'accident de Fukushima dépend également du rapport psychologique et social au risque. L'impact s'étend ainsi au-delà des seules conséquences techniques et radiologiques sur la santé et l'environnement, générant d'importants bouleversements socio-économiques.
Pour Yukiya Amano, directeur général de l'AIEA, « La confiance du public dans la sûreté des centrales nucléaires a été profondément ébranlée dans le monde entier. Nous devons par conséquent continuer à travailler dur pour augmenter la sûreté de ces centrales, et garantir la transparence par rapport aux risques que représentent les radiations nucléaires. C'est seulement de cette manière qu'il sera possible de répondre aux questions soulevées par Fukushima Daiichi. ». En 2011, l'AIEA a émis une Déclaration (adoptée à l'unanimité par la Conférence ministérielle sur la sûreté nucléaire tenue à Vienne en juin 2011), et approuvé un Plan d'Action international (à l'unanimité par le Conseil des gouverneurs, à la 55e session ordinaire de l'AIEA en septembre 2011).
Quinze mois plus tard (du 15 au 17 décembre 2012), l'AIEA a organisé une Conférence ministérielle sur la sûreté nucléaire sur Fukushima. 700 délégués de 117 pays et 13 organisations internationales devaient y tirer des leçons de la catastrophe, renforcer la sécurité nucléaire et améliorer la protection des personnes. Les délégués ont aussi discuté de la « communication publique sur radioactivité, des activités d'assainissement s'y rattachant, et des tâches liées à la recherche et au développement pour les activités hors site », la communication selon [il manque des mots] dont un compte rendu déclassifié a été publié en février 2013.
L'Union européenne a annoncé l'organisation (avant fin 2011) de Tests de résistance de sûreté pour chaque centrale européenne, afin de réévaluer les risques et durcir les normes de sécurité. En France, c’est l’Autorité de sûreté nucléaire qui est chargée d'auditer le parc nucléaire. L'Allemagne décide à la mi-avril 2011 de sortir du nucléaire d'ici neuf ans, Le débat sur l’utilisation de l’énergie nucléaire est relancé dans de nombreux pays de l'Union Européenne, dont la Belgique, la France et l'Italie (qui finalement refuse toute relance du nucléaire). Pour l'Union Européenne, cependant, « en tant qu'option de grande échelle à faible intensité de carbone, l'énergie nucléaire continuera à faire partie du bouquet de production d'électricité de l'UE. La Commission continuera à faire progresser le cadre régissant la sûreté et la sécurité nucléaires, dans la perspective de conditions de concurrence homogènes pour les investissements dans les États membres qui souhaitent conserver le nucléaire dans leur bouquet énergétique. »
Sans attendre la fin de la gestion de l’accident, le Japon annonçait en mai 2011 une réorientation de sa politique vers plus de sécurité, et un effort vers les énergies renouvelables. Il suspend les activités de la centrale nucléaire de Hamaoka. En 2013, le public japonais doute toujours de Tepco : plus de 90 % des sondés estiment (avant l'annonce de fuites vers la nappe et la mer) que deux ans après l'accident, la « catastrophe de Fukushima n'est pas sous contrôle ».
Les États-Unis se disent vigilants sur la sécurité de leur parc, mais connaissent des problèmes sur le site de Hanford et autorisent début 2012 la construction de nouveaux réacteurs AP1000 conçus pour résister à une perte de refroidissement grâce à un Condenseur de secours (comme dans le réacteur no 1 de Fukushima, mais avec 4 réserves d'eau pouvant passivement alimenter le réacteur par gravité durant 72 h, même sans intervention humaine). L'opérateur Southern Company a eu l'accord des autorités pour construire deux réacteurs, les premiers depuis 30 ans aux États-Unis.
La Russie se montre quant à elle confiante dans son parc nucléaire dont les réacteurs et leurs modes de pilotages ont été profondément revus après Tchernobyl, mais, selon Iouri Vishnevsky, ex-directeur de l'Autorité fédérale de sûreté nucléaire et des radiations (Gosatomnadzor), intégrée dans Rosatom en 2005, la sécurité est la préoccupation principale car il n'existe pas en Russie d'autorité de sûreté nucléaire qui imposerait systématiquement des réglementations dans ce domaine.
La Chine maintient un ambitieux programme nucléaire civil, qui construit 18 réacteurs à eau pressurisée au 15 décembre 2022 (de conceptions chinoise, française, américaine ou russe), et développe en parallèle une filière thorium à sel fondu et une filière à neutrons rapides[réf. souhaitée]. Ces deux filières permettent notamment une amélioration de la sécurité passive (en).
En France, après l'accident, 44 postes supplémentaires ont été attribués au dispositif de sûreté nucléaire, de radioprotection, de gestion de crise et des situations postaccidentelles, à partir de 2012, répartis à parts égales entre l’IRSN et l’ASN nucléaire.

## Conséquences sur l'organisation de la sureté nucléaire au Japon
Inaugurée le 19 septembre 2012, en remplacement des organismes chargés de la sûreté nucléaire à l'époque de la catastrophe, l'Agence de sûreté nucléaire et industrielle (NISA) et la Commission de sûreté nucléaire (NSC), critiquées pour leur gestion défaillante de l'accident nucléaire, une nouvelle instance de régulation du nucléaire, la Nuclear Regulatory Authority (NRA) est chargée de mettre en place de nouvelles règles de sûreté des centrales nucléaires japonaises. Placée sous la tutelle du ministère de l'environnement, la NRA bénéficie d'un statut similaire à celui de la Commission de la concurrence, censé garantir son indépendance.

## Enquêtes et poursuites judiciaires
Le 7 juin 2011, le gouvernement japonais forme le Comité d'enquête sur l'accident des centrales nucléaires de Fukushima de la Tokyo Electric Power Company. Ce comité d’experts indépendant est présidé par un professeur de l'Université de Tokyo, Yotaro Hatamura, spécialiste en analyse des défaillances, et a autorité pour interroger aussi bien les dirigeants de TEPCO que les membres du gouvernement ou des agences officielles,. Le rapport définitif est attendu à l'été 2012, mais un rapport d'étape est publié le 26 décembre 2011, qui critique tout à la fois le manque de préparation de TEPCO, les défaillances de l'Agence japonaise de sûreté nucléaire (qui a immédiatement évacué tout son personnel de la centrale alors qu'il aurait dû rester sur place pour servir de liaison [réf. nécessaire]), et les erreurs ou insuffisances du gouvernement Kan,,.
À la suite de la publication de ce rapport d'étape, le parlement japonais décide à son tour la mise sur pied d'une commission d'enquête parlementaire, dirigée par le Dr. Kiyoshi Kurokawa, médecin et universitaire spécialiste en santé publique. Le rapport de cette commission indépendante d’experts a été publié le 5 juillet 2012. Point final d'une enquête durant laquelle plus de 1 100 personnes ont été auditionnées, 9 sites nucléaires visités, 800 000 personnes ont assisté en direct à la retransmission de toutes les réunions de la commission (sauf la première). « Bien que déclenché par ces événements cataclysmiques, l’accident qui s’est ensuivi à la centrale nucléaire de Fukushima Daiichi ne peut pas être regardé comme un désastre naturel. Ce fut un désastre profondément causé par l’homme – qui aurait pu et aurait dû être prévu et prévenu. Et ses effets auraient pu être atténués par une réponse humaine plus efficace. » Un rapport qui pointe sévèrement la gestion de la crise par l'opérateur TEPCO, mais également par le gouvernement japonais. Selon ce rapport, la catastrophe de Fukushima serait d'origine humaine.
Le 23 mai 2012, l'Organisation mondiale de la santé publie un rapport préliminaire sur les doses subies de radiations. Les villes de Namie et Iitate, dans un rayon de 20 à 30 km de la centrale, ont subi des doses de 10 à 50 mSv, contre des doses de 1 à 10 dans le reste de la préfecture, de 0,1 à 10 dans les régions voisines, et moins de 0,01 mSv en dehors du Japon, un niveau « très faible ».
En octobre 2012, après avoir publié le 12 mars 2012 un rapport « Fukushima un an après – premières analyses de l’accident et de ses conséquences », l'IRSN publie un nouveau point de la situation de la centrale.
L'IRSN publie début 2018 plusieurs points sur l'état de la centrale, l'évolution des périmètres d'évacuation et les impacts sanitaires.
Le 19 septembre, le tribunal de Tokyo juge que trois anciens dirigeants de Tepco, Tsunehisa Katsumata (président du conseil d'administration au moment du drame), Sakae Muto et Ichiro Takekuro (deux anciens vice-présidents) ne peuvent être tenus coupables des conséquences de cet accident. Les poursuites engagées contre ces ex-dirigeants s’appuyaient sur le décès de 44 patients de l’hôpital de Futaba, à quelques kilomètres de la centrale, lors de leur évacuation d’urgence dans des conditions extrêmes. Les procureurs avaient refusé à deux reprises d’engager des poursuites contre les dirigeants de Tepco, arguant que les éléments du dossier étaient insuffisants. Mais un réexamen de l’affaire en 2015 par un panel de citoyens (une procédure peu utilisée au Japon) avait tranché pour un procès au pénal.
En 2025, la cour d’appel de Tokyo annule l’amende de 84 milliards d’euros contre les ex-dirigeants de l’opérateur Tepco. Cette décision relance le débat sur la responsabilité des dirigeants face aux catastrophes industrielles majeures au Japon. Les plaignants soutenaient que la catastrophe aurait pu être évitée si les dirigeants avaient mis en place en particulier une source d’alimentation électrique d’urgence placée en hauteur.

## Dans la culture

### Cinéma
- L’île Invisible (見えない島) est un film documentaire de Keïko Courdy, musique de Ryuichi Sakamoto et Seigen Ono; Fukushima, à la recherche de l’esprit de la zone, 1h27, Pika Pika Films 2021.
- Au-delà du Nuage *Yonaoshi 3.11 (霧の向こう en japonais[383]) est un film documentaire réalisé par Keïko Courdy, sur une musique de Maebayashi Akitsugu, d'une durée d'1 h 34, produit par KI/ Pika Pika Films et sorti le 11 mars 2013. Après la sortie du film de Courdy, chaque video composant le documentaire est diffusée tous les lundi durant trois mois sur les plateformes des sites web de L’Express et du Courrier international[384],[385],[386],[387],[388].
- Tokyo Fiancée est un film de fiction belge sorti en 2014, réalisé par Stefan Liberski, dont la dernière partie est affectée par le séisme de 2011 de la côte Pacifique du Tōhoku ;
- Fukushima mon amour (Grüße aus Fukushima) est un film de fiction allemand sorti en 2016, réalisé par Doris Dörrie et tourné à Fukushima.
- Shin Godzilla est un film d'horreur japonais réalisé par Hideaki anno et sorti en 2016, dont l'antagoniste (Godzilla) est une conséquence des évènements de Fukushima.
- Fukushima 50 est un film japonais réalisé par Setsurō Wakamatsu. Le titre du film fait référence au nom employé dans les médias pour désigner les cinquante employés qui sont restés en poste pour gérer l'accident.
- Tokyo Shaking est un film franco-belge réalisé par Olivier Peyon.

### Télévision
- The Days est une mini-série en huit épisodes de Netflix, 2023.